# Olona
L'Olona (Ulona, Urona oppure Uòna in lombardo) è un fiume italiano lungo 71 km, il cui corso si sviluppa interamente in Lombardia.
Il fiume nasce nelle Prealpi sopra Varese a 548 m s.l.m. in località Fornaci della Riana alla Rasa di Varese in Val di Brinzio, presso il Sacro Monte di Varese in un'area oggi parte del Parco regionale Campo dei Fiori. Solcata la Valle Olona e attraversato l'Alto Milanese, l'Olona giunge a Rho, dove versa parte delle sue acque nel Canale Scolmatore di Nord Ovest. Passata Pero, il fiume entra a Milano dove, all'uscita del suo percorso sotterraneo, confluisce nel Lambro Meridionale in località San Cristoforo ponendo fine al suo corso. Il Lambro Meridionale sfocia poi nel Lambro a Sant'Angelo Lodigiano. Lungo il suo percorso, il sistema idrico formato dall'Olona e dal Lambro Meridionale attraversa o lambisce 45 comuni ricevendo le acque di 19 affluenti.
L'Olona è noto per le cascate e le grotte di Valganna e per essere stato uno dei fiumi più inquinati d'Italia. La valle scavata dal fiume, grazie all'impianto di ruote idrauliche che sfruttavano la forza motrice originata dall'acqua, è stata una delle culle dell'industrializzazione italiana.
Il fiume talvolta è indicato anche come "Olona settentrionale" per l'omonimia con un altro Olona, che nasce a Bornasco e che sfocia nel Po dopo aver attraversato la provincia di Pavia. Questo secondo Olona, a sua volta, viene designato come "inferiore" o "meridionale". L'omonimia non è di origine imitativa o etimologica, ma è dovuta al fatto che originariamente si trattava di due tronconi dello stesso fiume, deviato dagli antichi Romani nel suo tratto superiore verso Milano per portare acqua al fossato delle mura difensive della città.

## Geografia fisica

### Le sorgenti

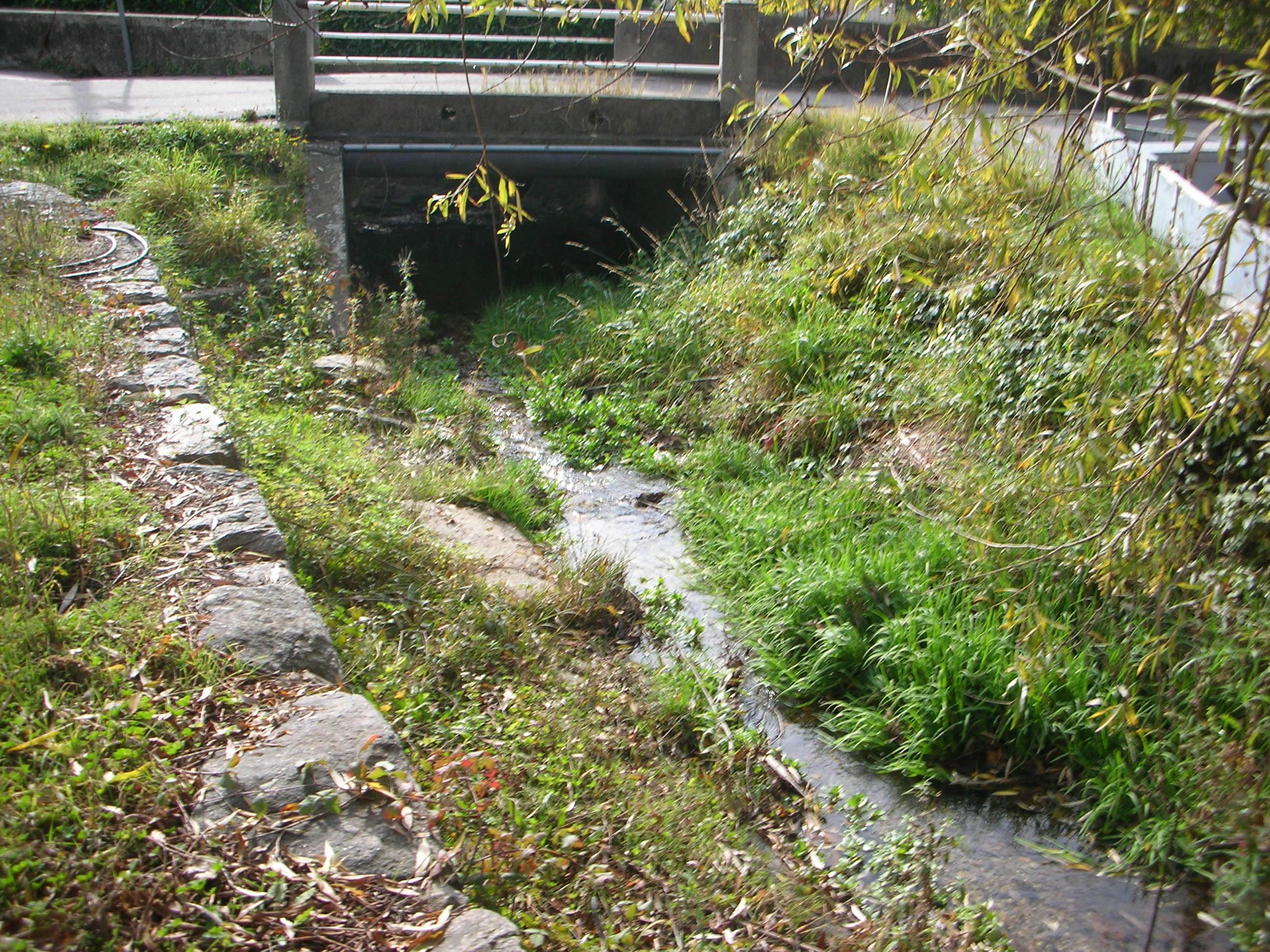
L'Olona ancora ruscello alla Rasa di Varese

La sorgente principale dell'Olona è in località Fornaci della Riana, alla Rasa di Varese, frazione dell'omonimo capoluogo di provincia, presso il Sacro Monte di Varese, all'interno del Parco regionale Campo dei Fiori. Le Fornaci della Riana devono il loro nome ad alcune antiche fornaci per il calcare che rimasero attive fino al 1972.
Oltre che dalla fonte principale, il fiume sgorga anche da altre cinque piccole sorgenti, due in Val di Rasa e tre in Valganna; queste sorgenti danno luogo a due rami che si uniscono a valle di Bregazzana (frazione di Varese).
Il ramo che nasce a ovest, in Val di Rasa, è quello più importante; le due sorgenti che originano questo corso d'acqua sono situate al passo Varrò (tra il Monte Legnone e il Monte Pizzella) e sul Monte Chiusarella. La sorgente principale, e quella che si trova al passo Varrò, si uniscono a monte dell'abitato della Rasa di Varese, mentre la sorgente che sgorga dal Monte Chiusarella confluisce nell'Olona più a valle. Il ramo della Valganna, che si trova a est e che viene chiamato Margorabbia, nasce invece a sud del Monte Martica.
Il ramo della Rasa è alimentato da sette piccoli affluenti (più precisamente, i torrenti Legnone, Grassi, Boccaccia, Brasché, Pissabò, Valle del Forno e Sesnini), mentre il ramo della Valganna è accresciuto da quattro corsi d'acqua (i torrenti Margorabbia, Valfredda, Valpissavacca e Pedana della Madonna).
Il ramo della Valganna dà origine anche al laghetto Fonteviva, dedicato alla pesca sportiva, e alle cascate di Valganna, che in inverno, a causa del clima rigido, sono spesso ghiacciate. Si trovano nel comune di Induno Olona e sono vicine alle famose e omonime grotte. Sulle cascate, che sono state create artificialmente all'inizio del XX secolo per migliorare il prelievo dell'acqua, si può ammirare il fenomeno dell'affioramento del travertino.

### Il percorso

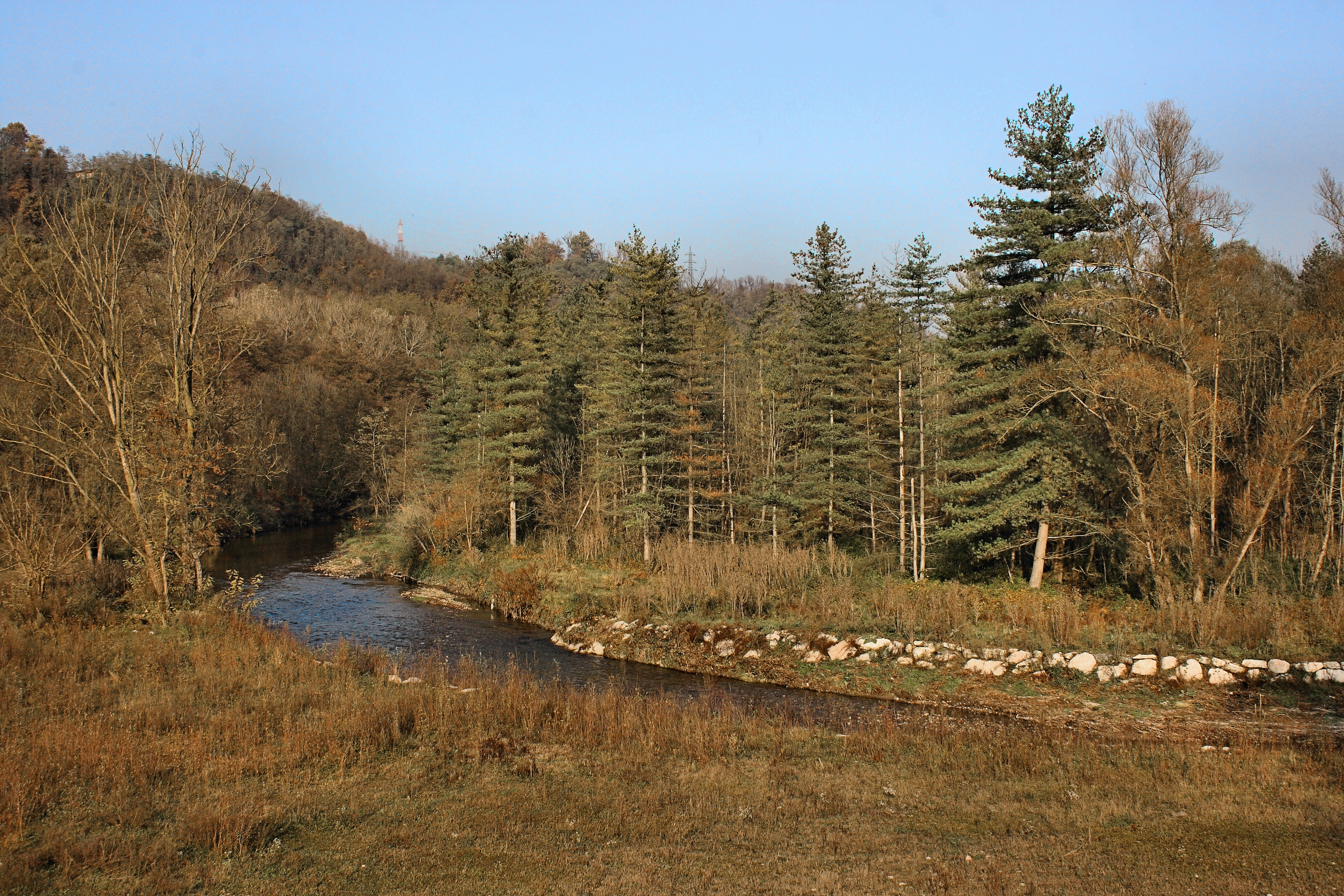
L'Olona a Gurone, frazione di Malnate

Dopo il tratto iniziale, il fiume inizia a percorrere la valle omonima. Questa valle è stata originata dall'Olona e dal ritiro dei ghiacciai durante l'ultima era glaciale; si presenta come una valle profondamente incisa con i centri abitati posti sulle colline prospicienti l'alveo del fiume, i cosiddetti "pianalti". I versanti sono perlopiù ricoperti di boschi, mentre nel fondovalle sono presenti zone coltivate, prati e brughiere. L'affluente principale in provincia di Varese è la Bevera; altri tributari importanti di questo tratto del fiume sono il Vellone, il Gaggiolo (chiamato anche Rio Lanza, Ranza, Anza o Clivio), la Quadronna, la Selvagna, il Mornaga, il Riale delle Selve e il Tenore.
A Gorla Minore il fiume si dirama nell'Olonella, che si ricongiunge all'alveo principale dopo 1200 m. In questo tratto, nascono molti canali artificiali a servizio dell'agricoltura e delle industrie che si reimmettono nell'Olona prima di Castellanza. Dopo aver superato Castellanza, il corso d'acqua esce dalla Valle Olona e si dirige verso la pianura padana. Un tempo esisteva anche un'altra diramazione naturale che era indicata con il nome di Olonella e che attraversava Legnano passando dietro la basilica di San Magno. L'isola naturale che era formata dai due rami del fiume era conosciuta come "Braida Arcivescovile". Questo ramo legnanese è stato interrato nella prima parte del XX secolo.

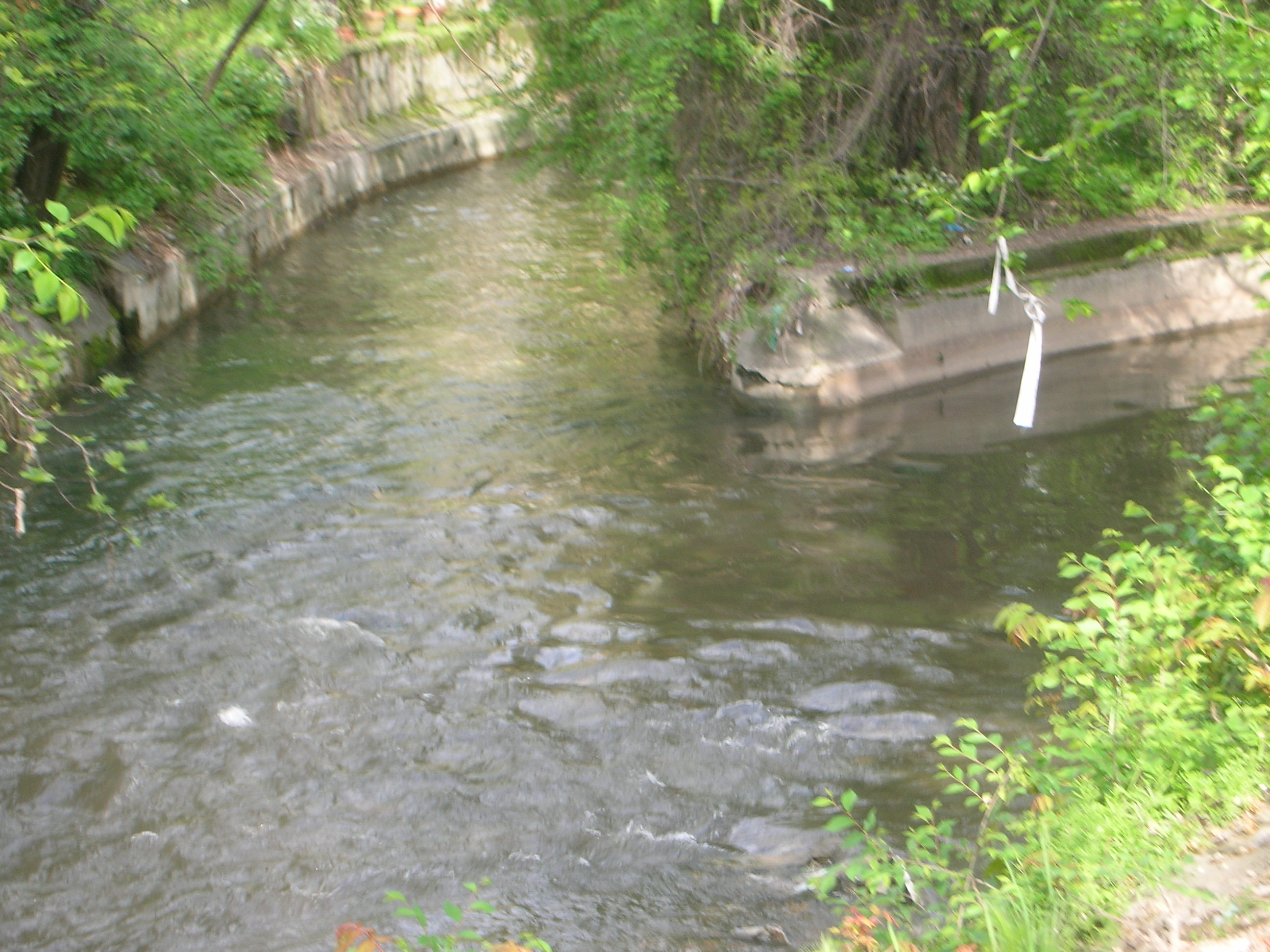
La nascita del Lambro Meridionale a Milano: parte delle acque del Naviglio Grande, a sinistra della foto, si uniscono a quelle dell'Olona

Dopo aver attraversato San Lorenzo (frazione di Parabiago) e Nerviano, il fiume riceve a Rho i suoi due principali affluenti, il Bozzente e il Lura. A Rho ha origine anche il "deviatore dell'Olona", completato negli anni ottanta del XX secolo, che si immette nel Canale Scolmatore di Nord-Ovest. Quest'opera è sempre stata fonte di polemiche: da una parte non ha evitato tutte le esondazioni come era stato progettato e, dall'altra, porta acque inquinate verso il Ticino. Nel novembre 2002, in condizioni climatiche particolari, hanno straripato contemporaneamente l'Olona, il Seveso, lo scolmatore e il Ticino.
Da Lucernate in poi il fiume non scorre più nell'alveo naturale, ma segue il percorso deviato dagli antichi Romani verso il Bozzente.
Entrata a Pero, dopo un tratto iniziale ancora all'aperto, l'Olona inizia a scorrere sotto il manto stradale e giunge a Milano attraversando dapprima i quartieri Gallaratese, Lampugnano e QT8, dove raccoglie le acque del fiume Merlata (chiamato anche Fugone), per poi costeggiare il versante meridionale del Monte Stella. Giunto in piazza Stuparich riceve la confluenza del Pudiga (conosciuto come Mussa nel suo tratto milanese).
Merlata e Pudiga sono i collettori delle acque che provengono dall'area a nord di Milano, le cosiddette "groane". L'Olona costeggia quindi i quartieri Lampugnano e San Siro, per poi proseguire sotto i viali della circonvallazione filoviaria.
Il percorso sotto la circonvallazione, che venne disegnato per la prima volta sul Piano Regolatore Generale di Milano del 1884 (il cosiddetto "Piano Beruto"), è stato canalizzato nei primi due decenni del XX secolo e coperto in un periodo che va dal 1950 al 1970. All'uscita da questo tratto coperto, dopo avere sottopassato il Naviglio Grande, l'Olona termina il suo corso confluendo nel Lambro Meridionale.
Fino all'entrata in funzione del sistema di depurazione delle acque del capoluogo lombardo (2005), il Lambro Meridionale era un collettore di scolo che raccoglieva gli esiti della parte occidentale della rete fognaria cittadina. In seguito, questi liquami sono stati deviati ai depuratori di San Rocco e di Nosedo. Dal medesimo scaricatore, il Lambro Meridionale ha la sua "sorgente pulita".

### Il bacino

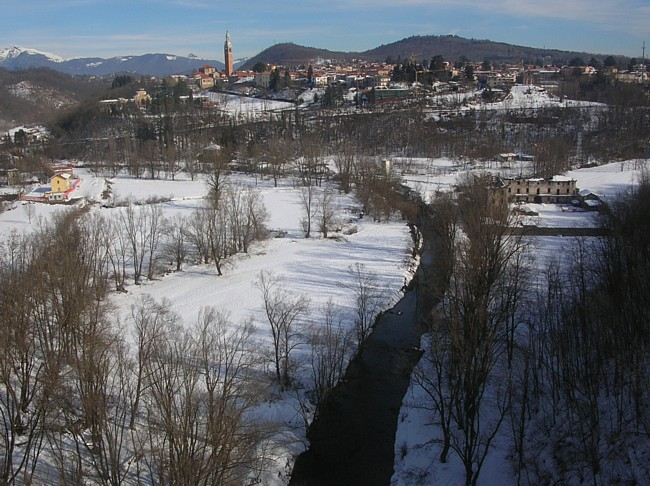
L'Olona a Malnate

L'Olona misura 71 km di lunghezza e possiede un bacino idrografico di 911 km². Il bacino idrografico dell'Olona si estende su parte delle province di Varese, Milano e, in minima parte, Como, interessando anche una parte di territorio svizzero. Una piccola parte del bacino del Gaggiolo, suo affluente, appartiene infatti al Canton Ticino.
Con i suoi 911 km², il bacino idrografico dell'Olona occupa il 5% della superficie della Lombardia e ospita approssimativamente 1.000.000 di abitanti (che corrisponde a circa il 10% dei residenti nella regione). Il bacino imbrifero misura invece 370 km².
La maggior parte degli studiosi di idrografia descrivono l'Olona e il Lambro Meridionale come un solo corso d'acqua che sfocia nel Lambro a Sant'Angelo Lodigiano e che ha una lunghezza complessiva di 121 km.

### L'alveo originario e le due Olona

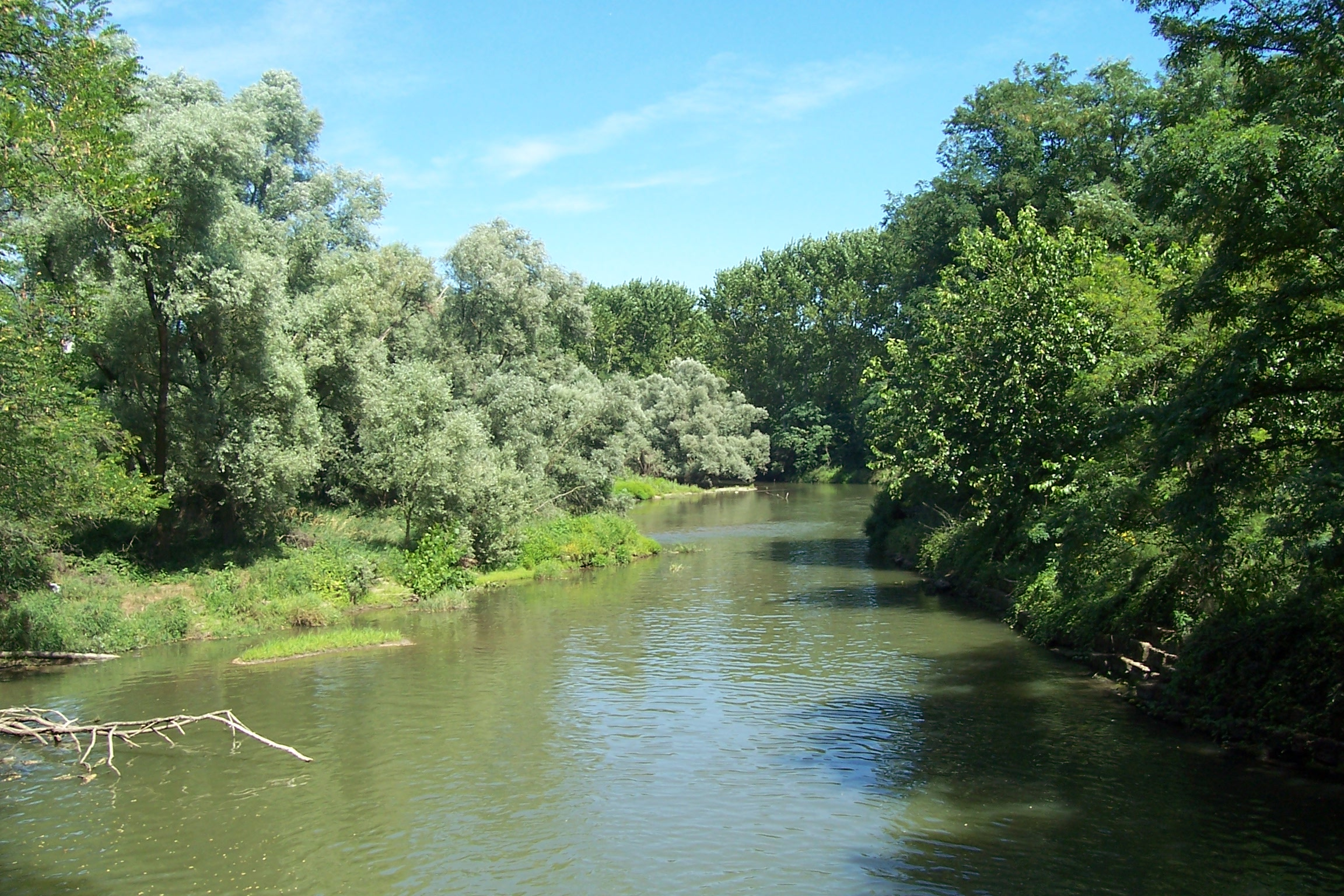
L'Olona meridionale nel territorio di Genzone

Uno dei più importanti studi riguardanti l'idrografia milanese è stato compiuto dall'ingegnere Felice Poggi. Nel 1911 Poggi affermò che i due Olona, quella che sfocia nel Lambro Meridionale e il corso d'acqua che si scarica nel Po a San Zenone, costituivano fino ai primi anni dell'Era volgare un solo fiume che aveva una lunghezza complessiva di 120 km. Tale ipotesi è stata confermata anche da studi successivi.
La località in cui il fiume è stato deviato verso Milano dai Romani è Lucernate, frazione di Rho. Da qui, per trovare l'antico alveo dell'Olona seguendo le pur minime ondulazioni e le ridottissime variazioni altimetriche del terreno, si arriva a Cascina Olona (frazione di Settimo Milanese; è indicativo il toponimo), a Baggio e a Corsico, con una possibile variante che da Settimo porterebbe a Muggiano e a Trezzano sul Naviglio (o a Cesano Boscone).
Nelle località contigue di Cesano Boscone, Corsico e Trezzano sul Naviglio, che sorgono tutte e tre sul Naviglio Grande, è possibile individuare due corsi d'acqua che potrebbero scorrere - verso sud - nell'antico alveo naturale dell'Olona fino a Binasco: a Trezzano sul Naviglio e Cesano Boscone la roggia Belgioioso, mentre a Corsico la roggia Vecchia.
Da Binasco, con la derivazione del Canale Ticinello, si giunge poi poco più a sud, nel territorio di Lacchiarella, dove le rogge Colombana e Carona portano acqua alla rete irrigua dando origine al Roggione. Il Roggione, quando alla cascina Settimo di Bornasco riceve la roggia Olonetta, cambia nome in Olona inferiore o meridionale. L'Olonetta, assieme alla roggia Misana, proviene da un fontanile di Misano Olona, pochi chilometri a monte. Ripreso il vecchio corso e il suo nome, l'Olona meridionale sfocia nel Po a San Zenone.
I due Olona non hanno un'idrografia autonoma: all'altezza di Rozzano, dal Lambro Meridionale, diparte un ramo che si dirige verso sud-ovest acquisendo vigore grazie all'apporto idrico fornito da fontanili e canali artificiali. Questo corso d'acqua confluisce poi nell'Olona meridionale. È in progetto la riconnessone dei due Olona con la costruzione di un alveo artificiale che riprenderebbe l'antico corso del fiume

### La deviazione verso Milano

L'Olona che entrava in Darsena, riconoscibile sullo sfondo

Fino dall'antichità classica, all'altezza della Maddalena, odierno quartiere di Milano, l'Olona fu deviato verso la città con l'obiettivo di portarvi acqua: in epoca romana sboccava nel fossato delle mura difensive repubblicane poi, dal XII secolo, nel fossato difensivo attorno ai bastioni medievali e successivamente (1603) nella Darsena di Porta Ticinese.
In particolare l'Olona, durante il Medioevo, confluiva nel fossato in corrispondenza della moderna piazza della Resistenza Partigiana, mentre in epoca romana continuava il percorso cittadino arrivando alla moderna piazza Vetra, dove riversava le sue acque nel fossato grazie all'omonimo canale. Dal fossato medievale ebbe poi origine la Cerchia dei Navigli, mentre i due rami del fossato romano diventarono il Grande Sevese e il Piccolo Sevese.
Il tratto milanese dell'Olona corrisponde agli antichi alvei naturali del Bozzente e del Pudiga. Prima della deviazione dell'Olona verso Milano, il Pudiga, dopo aver lambito il lato occidentale della città, proseguiva verso sud seguendo il proprio alveo naturale, corrispondente a quello del moderno colatore Lambro Meridionale, confluendo poi nel Lambro presso Sant'Angelo Lodigiano. In origine, all'altezza del centro abitato di Milano, il Pudiga compiva un'ampia ansa verso est, che lo portava a sfiorare la città all'altezza della moderna piazza Vetra, nei pressi dell'alveo naturale del torrente Nirone, per poi piegare verso meridione seguendo l'alveo del moderno Lambro Meridionale.

L'isola Brera a Milano lungo l'Olona, ora non più esistente, che si trovava in corrispondenza della moderna piazza De Agostini, in una foto del 1930 circa

Originariamente, alla sua sinistra idrografica, il Pudiga, in luogo dell'Olona, riceveva il Bozzente. Il Bozzente in origine aveva infatti un alveo naturale autonomo che lo portava a raccogliere le acque del Lura e del Merlata per poi confluire nel Pudiga. Come già accennato, furono a gli antichi Romani a deviare l'Olona, all'altezza di Lucernate, frazione di Rho, nel letto del Bozzente e quindi poi verso l'alveo del Pudiga. Il tratto milanese dell'Olona corrisponde pertanto agli antichi alvei naturali del Bozzente e del Pudiga. Il nuovo alveo artificiale dell'Olona fu quindi scavato ex novo solo per un breve tratto: giunti alla moderna Lucernate al torrente Bozzente, i progettisti allargarono il suo letto per poter accogliere una maggior portata d'acqua, quella dell'Olona.
Come destinazione finale del nuovo percorso dell'Olona fu scelto il fossato delle mura romane di Milano, dove riversava le sue acque nel canale Vetra (nome dato dagli antichi Romani al tratto terminale dell'alveo naturale del Nirone) all'altezza della moderna e omonima piazza: per realizzare questo obiettivo, gli antichi Romani prolungarono e allargarono il "canale Vetra" verso la già citata ansa naturale del Pudiga così da raccogliere anche le acque dell'Olona. Con la deviazione dell'Olona verso la città, venne meno la continuità idrica dell'antico letto del Pudiga, il cui tratto meridionale (ovvero il futuro "Lambro Meridionale") venne intercettato rimanendo privo di acque pulite, che provenivano da nord, trasformandosi quindi in un collettore di fogna.

I lavori per la costruzione del Parco Solari a Milano. In primo piano, l'Olona prima della copertura

Fino al 1704 il fiume presentava un solo braccio terminale, mentre su una mappa del 1722 è riportato che l'Olona si biforcava in due rami pressoché paralleli che si riunivano prima di entrare in Darsena: l'Olona Nuova, cioè quello settentrionale che più tardi si chiamerà roggia Molinara, e l'Olona Vecchia, ovvero quello meridionale. La roggia Molinara fu poi interrata alla fine del XIX secolo prima della canalizzazione del fiume. Vita più lunga ebbe invece la cosiddetta "isola Brera", che era ubicata tra le attuali vie Giorgio Washington e Vincenzo Foppa. Originata da un'altra biforcazione del fiume, prendeva il nome dalla cascina omonima che vi sorgeva. È ancora segnata in una carta del 1925. In questo contesto, nel 1894, fu fondata la Canottieri Olona, società polisportiva di Milano, vincitrice di un campionato italiano maschile di pallanuoto, che aveva sede nella Darsena di Porta Ticinese
Nel 1919, nell'ambito della complessa revisione idrofognaria di Milano, si iniziarono a costruire i canali dell'attuale percorso dell'Olona, che prevedeva la deviazione di parte delle acque del fiume verso il Lambro Meridionale passando per la circonvallazione esterna. Fu però mantenuta la diramazione che sfociava nella Darsena. La deviazione verso quest'ultima avveniva in piazza Tripoli: qui c'era una chiusa che deviava il fiume per via Roncaglia, dando inizio a quello che fu chiamato il "ramo Darsena". Nei due periodi di asciutta annuale dei Navigli, la chiusa era manovrata in modo tale da chiudere completamente il ramo Darsena facendo sfociare l'intera portata delle acque dell'Olona nel Lambro Meridionale. Il Lambro Meridionale, che all'epoca era un vero e proprio collettore di fogna, era anche conosciuto come "Lambro Merdario".
Il nuovo percorso canalizzato, che pure era previsto dal Piano Beruto del 1884, non entrò in funzione se non agli inizi degli anni trenta del XX secolo. La prima copertura effettuata a Milano sul corso dell'Olona avvenne nel 1935 su parte del ramo Darsena (da via Valparaiso a viale Coni Zugna), quando al posto dello scalo bestiame delle ferrovie che vi sorgeva venne costruito il Parco Solari.
La parte restante del ramo Darsena, e il tratto canalizzato lungo la circonvallazione, furono invece coperti tra il 1950 e il 1970. Col passare degli anni, e con l'aumentare dell'inquinamento del fiume, la chiusa di piazza Tripoli non venne manovrata soltanto per deviare il flusso delle acque durante le asciutte dei Navigli: dapprima ridusse notevolmente la portata del ramo Darsena e, alla fine degli anni ottanta del XX secolo, l'azzerò per "rischio idrogeologico e pericolo di inquinamento" della Darsena e delle acque che ne uscivano a scopo irriguo o di navigazione.

## Origini del nome

Piazza Domenico Ghirlandaio e il fiume Olona ancora scoperto in viale Daniele Ranzoni a Milano in una foto degli anni cinquanta del XX secolo

Sono tre le ipotesi sull'origine del toponimo "Olona". La prima suppone che il nome del fiume sia collegato alla radice celtica Ol-, che significa "grande", "valido" in riferimento all'utilizzo delle sue acque.
La seconda congettura ipotizza che il nome derivi dal greco "oros" (ὄρος), che significa "rilievo", "montagna". L'ultima ipotesi suppone invece che il toponimo del corso d'acqua sia collegato a un monastero milanese fondato nell'VIII secolo che era conosciuto come "Aurona".
Quest'ultima denominazione forse deriverebbe, a sua volta, dal nome della fondatrice del convento, nonché sorella dell'arcivescovo di Milano Teodoro II, "Aurona" (o "Orona"). In quest'ultimo caso, è stato ipotizzato anche il contrario, cioè che il nome del monastero derivi dal nome del fiume.
Altri toponimi che sono stati utilizzati durante la storia per riferirsi all'Olona sono Ollona (comparso in un documento del 737 d.C.), Oleunda (1033), Orona (metà del XVI secolo) e Olonna (riportato nel 1688 sull'Anonimo Ravennate).
Invece, per quanto riguarda i toponimi locali, si è ipotizzato che Lonate Pozzolo e Lonate Ceppino derivino da "Olona".

## Storia
Fin dai tempi più antichi, gli abitanti della Valle Olona vissero principalmente lontano dal fiume, su terreni più alti che sicuramente non sarebbero stati colpiti dalle piene stagionali. Dai reperti archeologici trovati, si può dedurre che la Valle Olona fosse - già in antichità - una rilevante via di comunicazione.
Le acque dell'Olona sono state utilizzate per secoli dalla popolazione locale per irrigare i campi, per la pesca, per l'allevamento di bestiame, per muovere le ruote dei mulini ad acqua e, con l'industrializzazione delle sue sponde, per azionare le turbine idrauliche a servizio degli stabilimenti.

### Dalla preistoria al Medioevo

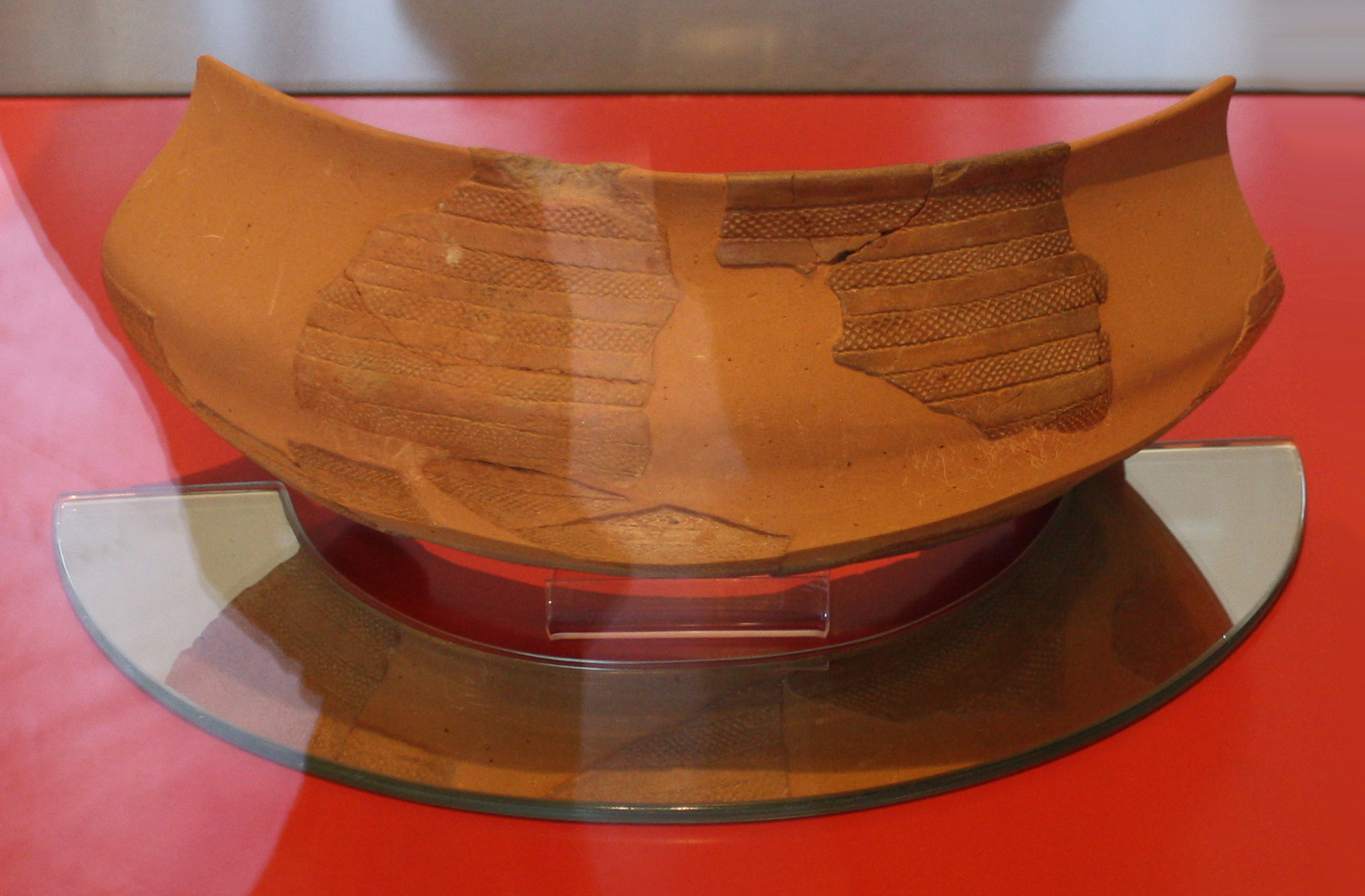
Frammento di vaso campaniforme collegato alla cultura di Remedello e risalente al III millennio a.C.: è il più antico reperto archeologico trovato nel Legnanese

I reperti preistorici più antichi trovati nelle zone intorno all'alveo naturale l'Olona sono delle ossa di bos primigenius risalenti alla glaciazione Würm. Portate alla luce a Legnano in località Costa San Giorgio, sono conservate all'interno del museo civico Sutermeister.
Per quanto riguarda la presenza dell'uomo, i ritrovamenti più antichi scoperti nei dintorni del fiume sono stati rinvenuti nella zona delle sorgenti. I laghi varesini furono infatti frequentati, tra il 4300 a.C. e il 800 a.C., da una civiltà palattificola. Secondo alcuni autori, parte di queste popolazioni, in seguito a un incremento demografico, migrarono verso sud insediandosi lungo la Valle Olona.
Più a valle, tra il 1926 e il 1928, nei pressi del confine tra Castellanza e Legnano, è venuto alla luce un reperto risalente a un periodo compreso tra il 3400 a.C. e il 2200 a. C. Si tratta di un piccolo frammento di un vaso campaniforme che è stato realizzato nell'età del rame e che è collegabile alla cultura di Remedello. È stato trovato durante i lavori di costruzione della strada statale 527 Bustese in località "Paradiso" a Castellanza. Anche questa suppellettile è conservata all'interno del museo civico Sutermeister di Legnano.
Più a valle sono stati scoperti reperti archeologici appartenenti cosiddetta "cultura di Canegrate". Durante gli scavi, furono individuate 165 tombe risalenti al XIII secolo a.C. e riconducibili all'età del bronzo recente La cultura di Canegrate, che ha un'importanza che travalica i confini locali, si è sviluppata fino all'età del ferro. Le suppellettili cronologicamente successive, due punte di lancia in bronzo legate alla cultura di Golasecca arcaica e trovate a sempre Legnano, sono databili tra il IX e l'VIII secolo a.C. (prima età del ferro). 

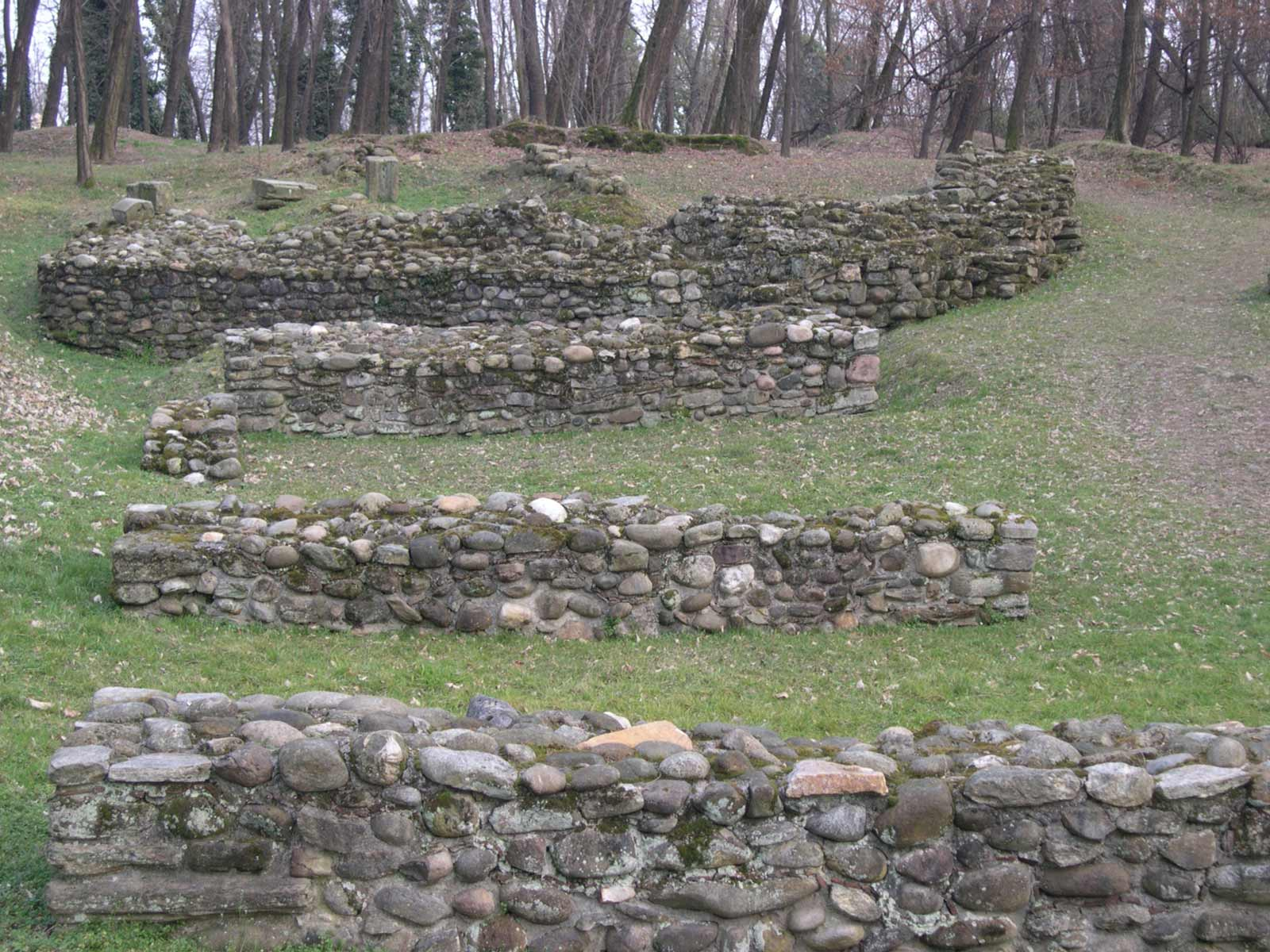
Le rovine tardo imperiali dell'antica Castelseprio

Lungo l'Olona sono stati scoperti anche altri reperti che appartengono alla cultura di Golasecca; queste suppellettili, che sono più recenti di quelle precedentemente menzionate, risalgono invece al VI-V secolo a.C. I ritrovamenti archeologici trovati lungo l'Olona si fanno poi sempre più frequenti avvicinandosi alla conquista romana della pianura padana. Tra essi, spiccano numerosi reperti che sono collegati alla cultura di La Tène e che sono stati portati alla luce lungo la bassa Valle Olona.
Anche dopo la conquista romana, occorse del tempo affinché si compisse la romanizzazione della Valle Olona; durante questa fase, coesistette infatti un dualismo culturale gallo-romano. La completa romanizzazione della Valle Olona avvenne durante il I secolo a.C.; dopo questa fase, lungo le sponde del fiume, i ritrovamenti di reperti archeologici si sono fatti sempre più frequenti. Tale abbondanza di suppellettili è continuata per altri due secoli, cioè fino alla crisi del III secolo d.C., quando è avvenuto un vistoso calo. In epoca romana, le sponde dell'Olona assunsero una rilevante importanza per la loro posizione strategica rispetto alle vie di comunicazione tra la pianura padana e le Alpi. Nel I secolo d.C., lungo la direttrice disegnata dal corso del fiume, venne realizzata una strada romana, la via Severiana Augusta, che congiungeva Mediolanum (la moderna Milano) con il Verbanus Lacus (il Lago Verbano, ovvero il Lago Maggiore), e da qui al passo del Sempione (lat. Summo Plano). Il tratto di fiume che seguiva questa strada fu canalizzato: c'è chi ipotizza che sia stata quest'opera a promuovere la deviazione dell'Olona verso Milano.
La strada costruita dagli antichi romani lungo il fiume conservò la sua importanza strategica anche nel Medioevo. Questa via di transito proveniva sempre dalla Valle Olona collegando Milano al nord ovest della Lombardia. L'Olona mantenne nei secoli la sua importanza strategica anche per un altro motivo: il fiume era una preziosa fonte di vettovagliamento per via della presenza, lungo il suo corso, di numerosi mulini ad acqua. Questi ultimi continuarono a essere strategici anche nei secoli successivi grazie al loro impiego per fini agricoli. Il grano macinato in questi impianti molinatori forniva infatti derrate alimentari a decine di migliaia di abitanti.

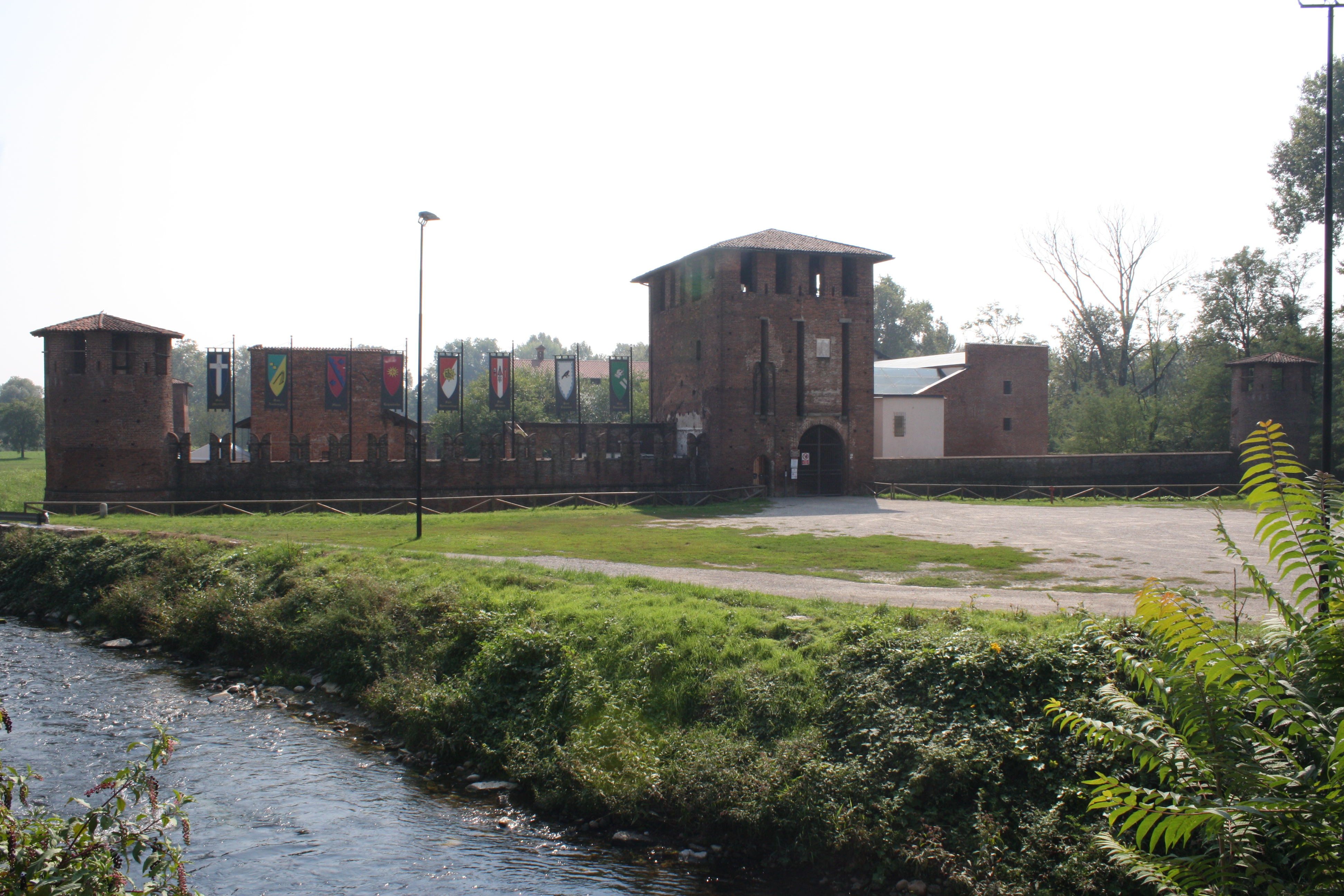
La parte est del castello di Legnano. Sulla sinistra, il fiume Olona

Nel 1176 le sponde del fiume furono teatro delle fasi decisive della battaglia di Legnano. Il Carroccio, scortato da centinaia di cavalieri, fu collocato lungo una scarpata fiancheggiante l'Olona con l'obbiettivo di avere una difesa naturale almeno su un lato. La scelta di collocare il Carroccio a Legnano non fu fortuita. All'epoca il borgo legnanese rappresentava, per chi proveniva da nord, il passaggio di accesso al contado milanese: tale varco doveva essere chiuso e strenuamente difeso per prevenire l'attacco a Milano. Per questo motivo, a Legnano, fu in seguito edificato, su un'isola naturale dell'Olona, il Castello Visconteo.
Già nella tarda antichità, lungo il tratto iniziale del fiume, esisteva una località, Castelseprio, che stava gradualmente aumentando la sua importanza estendendo la sua influenza su un vasto territorio. Castelseprio divenne in un primo momento caposaldo longobardo e franco, e poi capoluogo dell'omonimo contado grazie alla sua importanza strategica. Castelseprio si trovava infatti all'incrocio tra la già citata strada che collegava Milano al Verbano e una via di comunicazione che invece si dirigeva verso Varese. In questi secoli, il controllo del Seprio era la chiave d'apertura dell'intera Valle Olona. I Visconti, sconfitti i Torriani nella battaglia di Desio (1287), conquistarono Castelseprio e ne imposero la distruzione. Il Seprio, e con esso la parte superiore della Valle Olona, furono poi definitivamente annessi al Ducato di Milano nel 1395.
Entrate a far parte del Ducato di Milano e già da secoli protette da una catena di fortezze e castelli, le sponde dell'Olona accrebbero il loro sviluppo: si moltiplicarono i mulini, mentre restava ancora rilevante l'apporto all'irrigazione. Un uso così intensivo delle acque richiese da parte del Ducato l'emanazione di apposite norme (i cosiddetti "Statuti delle strade e delle acque del contado di Milano"): ciò avvenne la prima volta nel 1346 e poi nel 1396.

### Dal Rinascimento al XXI secolo

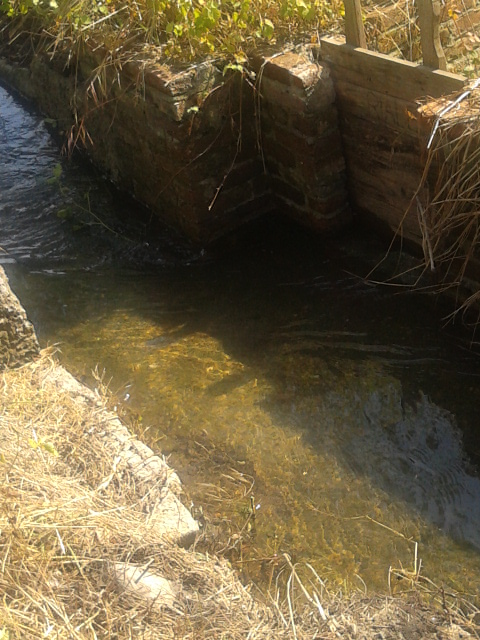
La roggia "Riale di Parabiago". È stata attivata nel 1216

Le premesse all'istituzione di un consorzio tra gli utilizzatori delle acque per la cura del fiume si ebbero nel 1541 sotto Carlo V, quando furono sottoscritte le cosiddette Novae Costitutiones (in italiano, le "nuove costituzioni"). In questo caso il nuovo contratto, che aveva carattere pubblico, prevedeva un Regius Judex Commissarius Fluminis Olona (in italiano, "conservatore del fiume"), che sovrintendeva al controllo degli utilizzatori delle acque dell'Olona. In genere, tale funzione era ricoperta da un esponente del Senato di Milano.
Nel 1548 fu emanata una "grida" che obbligava gli utilizzatori delle acque a comprovare, tramite documentazione scritta, i dettagli dei vari impieghi. In questi secoli la distribuzione delle acque non era equanime. Gli utilizzatori più ricchi e potenti prevaricavano infatti su quelli più poveri e indifesi.
Nel 1606 fu costituito a Milano un vero e proprio consorzio fra gli utilizzatori sotto la sorveglianza, anche in questo caso, del commissario del fiume Olona. Questo funzionario, come nel passato, aveva il compito di controllare l'uso delle acque dell'Olona. Non fu un caso che il consorzio sia nato a Milano: nel capoluogo meneghino dimoravano infatti gli utilizzatori delle acque che avevano gli interessi più cospicui.
I motivi che portarono alla nascita del consorzio risiedevano nel tentativo di risolvere la contesa tra gli utilizzatori e il Governo spagnolo - che all'epoca dominava il Ducato di Milano - e nell'esigenza di quest'ultimo di riscuotere le tasse dai fruitori delle acque dell'Olona in modo più organizzato e sistematico possibile. Visto che le acque dell'Olona erano utilizzate da sempre gratuitamente, gli utenti storici contestavano al Governo il pagamento degli oboli, mentre gli spagnoli asserivano che le tasse erano dovute per via dello status delle acque, che era pubblico. 

Cascate sull'Olona a Legnano in una foto del 1902.

I tentativi per risolvere la questione furono due. Il primo avvenne nel 1610, quando il governo ricevette una tantum 6000 scudi, mentre il secondo fu nel 1666, grazie al versamento di altri 8400 scudi. Con quest'ultimo obolo, gli spagnoli rinunciarono definitivamente ai diritti sul fiume. Quella descritta, era una gestione privatistica che proseguirà fino al 1921, quando le acque del fiume furono restituite al demanio pubblico. Questa associazione consortile sopravvive ancora con il nome di consorzio del fiume Olona. Tale sodalizio, che dal 1982 ha sede a Castellanza, è il consorzio irriguo più antico d'Italia.
Dopo il XVII secolo, le attività artigianali sorte lungo il fiume si diversificarono ulteriormente. Nel territorio iniziarono a essere impiantate segherie, concerie, tintorie, sbianche, filature e tessiture per la seta, il cotone e la lana. Questi artigiani, per far muovere i propri macchinari, sfruttavano la forza motrice del fiume grazie alla posa di ruote idrauliche. Per poter installare queste ultime, gli artigiani dovevano chiedere il permesso al consorzio.

L'interno del Cotonificio Cantoni di Legnano, fondato lungo l'Olona nel 1830. Al centro, si può vedere il fiume, già canalizzato, prima della copertura dell'alveo interno allo stabilimento

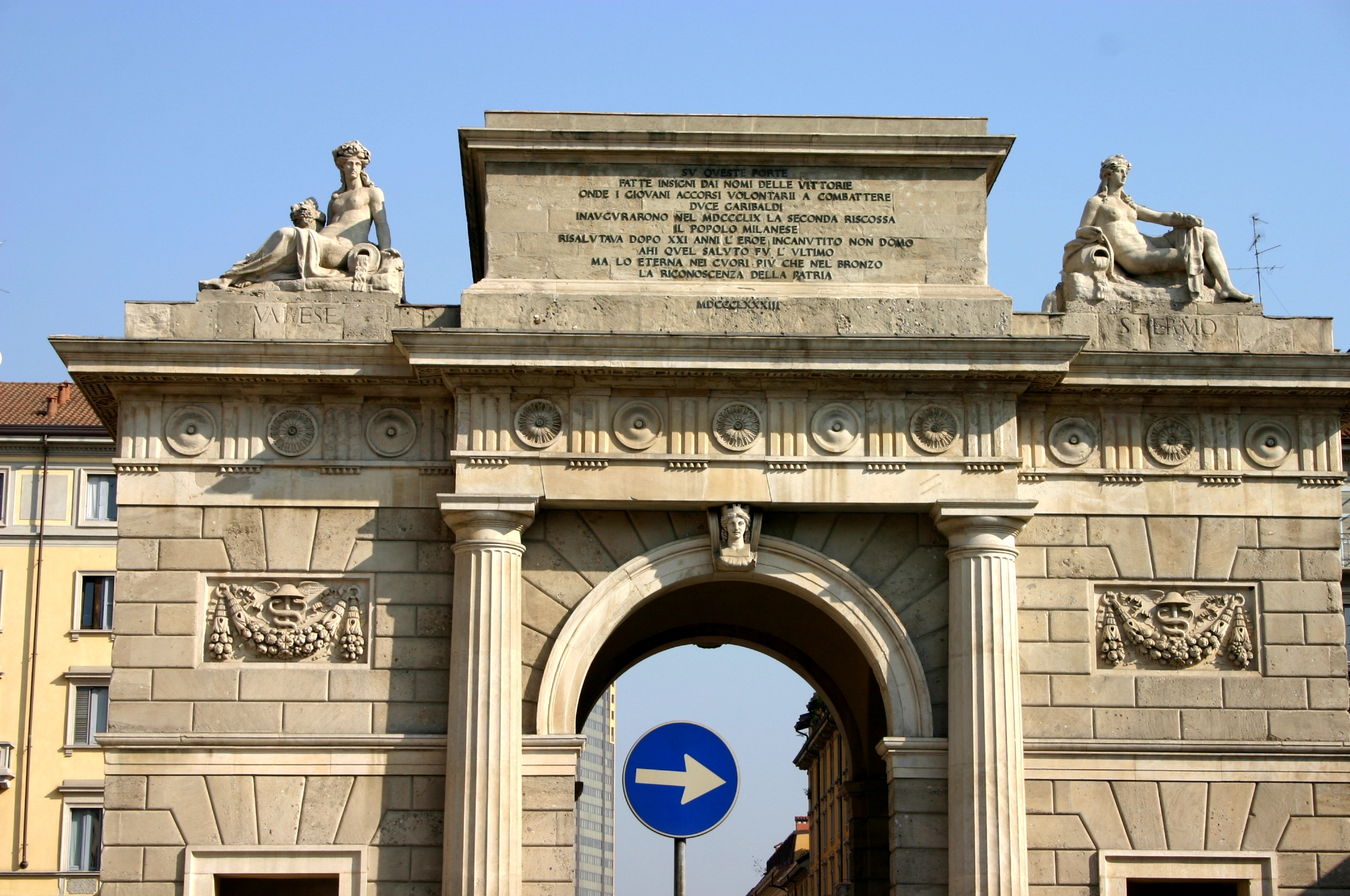
Due delle quattro statue che ornano Porta Garibaldi a Milano e che rappresentano allegoricamente i maggiori fiumi lombardi: sulla sinistra l'Olona, sulla destra invece l'Adda. Sull'altro lato della porta sono raffigurati il Po e il Ticino

Le citate attività artigianali a gestione domestica gettarono poi le basi per la nascita delle protoindustrie. Dopo il 1820, le prime attività protoindustriali sorte lungo l'Olona iniziarono a sfruttare la forza motrice del fiume prima acquistando, e poi modificando nel modo più opportuno, i mulini ad acqua che da secoli erano destinati alla macinazione dei prodotti agricoli. Durante lo sviluppo industriale del XIX secolo, molti mulini entrarono quindi a far parte degli stabilimenti protoindustriali che stavano sorgendo lungo l'Olona.
L'industrializzazione delle sponde dell'Olona fu quindi graduale, con gli imprenditori che preferirono sfruttare gli impianti idraulici degli antichi mulini piuttosto che impiantarne di nuovi. In altre parole, l'industria nasceva come metamorfosi di parte degli antichi mulini. Come conseguenza, la maggior concentrazione di attività protoindustriali si ebbe in corrispondenza dei tratti del fiume dove era superiore la presenza di impianti molinatori.
La presenza dei mulini, l'abbondanza di manodopera locale, l'esistenza di moderne e rilevanti vie di comunicazione lungo il fiume, la presenza di personalità della zona che possedevano cospicui capitali da investire e la lunga tradizione artigianale della Valle Olona permisero alle sponde del fiume di diventare una delle culle dell'industrializzazione italiana.
A metà del XIX secolo, le primigenie attività protoindustriali si trasformarono poi in industrie nel senso moderno del termine. In questo contesto, le sponde dell'Olona videro la nascita della tela olona. Questo tessuto, che fu realizzato per la prima volta nelle tessiture di Fagnano Olona, ebbe la sua più comune applicazione in campo velico. Per ottimizzare lo sfruttamento della corrente, le ruote dei mulini vennero sostituite dalle più moderne ed efficienti turbine idrauliche, la cui installazione ha causato l'abbandono e la demolizione degli antichi mulini, ormai divenuti obsoleti.
Con l'obbiettivo di migliorare il deflusso delle acque e aumentare, di conseguenza, l'efficienza degli impianti molinatori e il rendimento delle turbine, l'alveo dell'Olona fu canalizzato e rettificato in vari tratti con l'eliminazione delle anse naturali. Il maggior numero di interventi di rettifica e canalizzazione è stato eseguito tra il XIX e il XX secolo lungo i tratti che attraversano Fagnano Olona, Legnano e Milano.
Nella seconda parte del XIX secolo comparvero i macchinari a vapore, mentre all'inizio del secolo successivo iniziò lo sfruttamento dell'energia elettrica. Di conseguenza, la forza motrice per far muovere i macchinari non proveniva più dal fiume e quindi le turbine idrauliche furono gradualmente abbandonate. Nel primo periodo post bellico crebbe il fabbisogno di corrente elettrica, e quindi l'uso delle vecchie ruote dei mulini tornò a essere economicamente conveniente, anche se solo per le piccole officine. 

L'Olona in via Carlo Troya a Milano prima della copertura

Gli antichi mulini ripresero dunque ad azionare trapani, piallatrici, mole a smeriglio, ecc., ma anche questo nuovo risveglio si spense presto col mutare delle condizioni economiche. I mulini che erano ancora impiegati nell'agricoltura, e che non erano stati acquistati dalle aziende, vennero poi resi gradualmente obsoleti dalle nuove tecniche industriali di macinazione.
Tra il 1826 e il 1828, durante i lavori di rifacimento di Porta Comasina spagnola (dal 1860 chiamata "Porta Garibaldi") in stile neoclassico, furono aggiunte, sopra questa porta di Milano, quattro statue colossali, opera di Giambattista Perabò, che simboleggiano allegoricamente i principali fiumi della Lombardia: Po, Adda, Ticino e Olona.
Con il passare del tempo, il numero delle fabbriche che sorgevano lungo le sponde dell'Olona crebbe costantemente fino ad arrivare a 129 nel 1881 e a 712 nel 1917. Anche la superficie dei terreni irrigati aumentò progressivamente: si passò dalle 10.801 pertiche milanesi del 1608, alle 16.120 del 1801 e alle 18.687 del 1877. Nel 1907, le bocche di presa dell'acqua, dalla Rasa di Varese a Milano, ammontavano a 274. 18 di esse erano "libere", cioè non soggette a limitazioni, mentre 53 erano "privilegiate", ovvero sottoposte a una regolamentazione speciale. Tutte le altre era assoggettate a un rigido disciplinamento che prevedeva il prelevamento d'acqua in giorni e orari ben precisi. Dal 1875, con l'aumento dell'urbanizzazione della zona, l'alveo dell'Olona subì, in molti tratti, delle opere di copertura. Questi lavori vennero compiuti soprattutto a Varese, Legnano, San Vittore Olona, Rho e Milano.

I lavori di copertura dell'Olona in viale Murillo a Milano

Quando cessò lo sfruttamento della forza idraulica del fiume, iniziò una crisi ambientale che portò l'Olona a essere annoverato tra i fiumi più inquinati d'Italia. L'Olona divenne infatti un facile sversatoio dei residui e dei liquami derivati dalle diverse produzioni, in particolare tessili, conciarie e cartarie. I primi documenti che si riferiscono a sversamenti inquinanti scaricati nelle acque dell'Olona sono della metà del XIX secolo. Nel 1919 si registrarono quattro morti tra la popolazione, e sette tra il bestiame d'allevamento, per un'infezione di carbonchio che venne causata dalle venefiche acque dell'Olona.
La situazione precipitò nel periodo tra le due guerre mondiali. Nel periodo di massimo inquinamento, che fu registrato tra il 1950 e il 1970, le acque dell'Olona contenevano sostanze fortemente acide ed erano sporcate da residui derivati dal petrolio. Inoltre, apparivano colorate dagli scarichi delle tintorie ed erano caratterizzate dalla presenza di una spessa schiuma bianca sulla loro superficie. Nel 1963, le industrie che scaricavano reflui inquinanti nell'Olona erano 88, mentre la popolazione che versava nel fiume i propri scarichi fognari ammontava a circa 219.000 abitanti.
Tra gli anni sessanta e settanta nacque e si consolidò una certa sensibilità nei confronti dei temi ecologici, che portò a una presa di posizione della società civile nei confronti degli sversamenti inquinanti nell'Olona. Ancora nel XXI secolo, il corso d'acqua raccoglie scarichi civili e industriali malgrado già dagli anni ottanta del XX secolo sia in atto un'azione di bonifica con la costruzione di depuratori.
Nel 1998 le attività artigianali e industriali presenti nei comuni attraversati o lambiti dall'Olona ammontavano a circa 2.600 unità. In esse, erano impiegati quasi 20.000 lavoratori.

## La cartografia

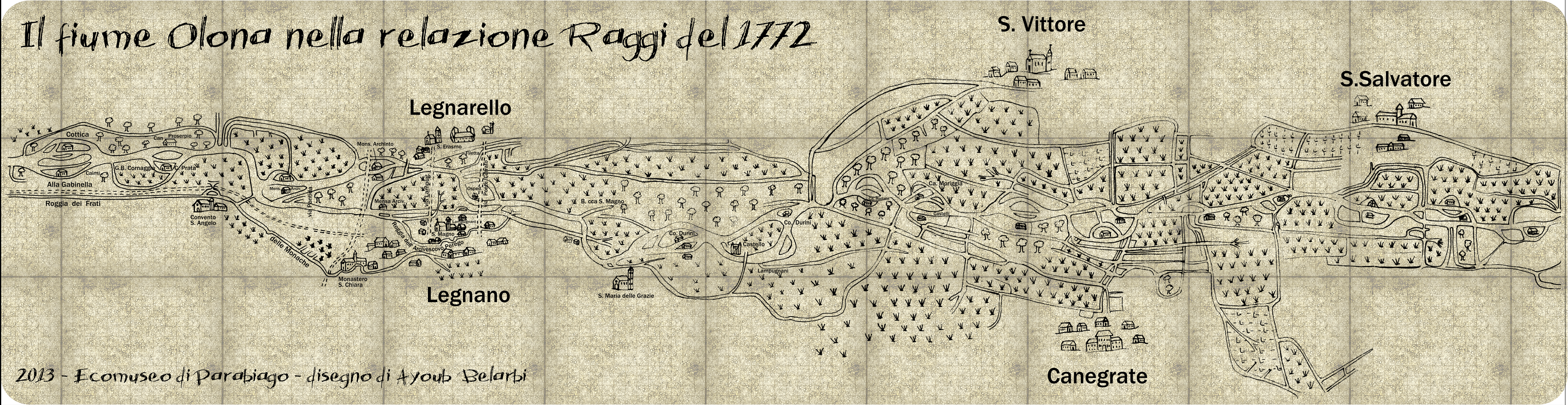
Mappa dell'ingegner Gaetano Raggi del Consorzio del fiume Olona, riportante il territorio da Legnano a Parabiago (1772)

La mappa più antica che rappresenta il corso dell'Olona di cui abbiamo traccia documentata è datata 1608. Su di essa sono anche segnati i ponti e, con una buona precisione, le costruzioni lungo il fiume ma non la zona delle sorgenti e le misure delle varie proprietà.

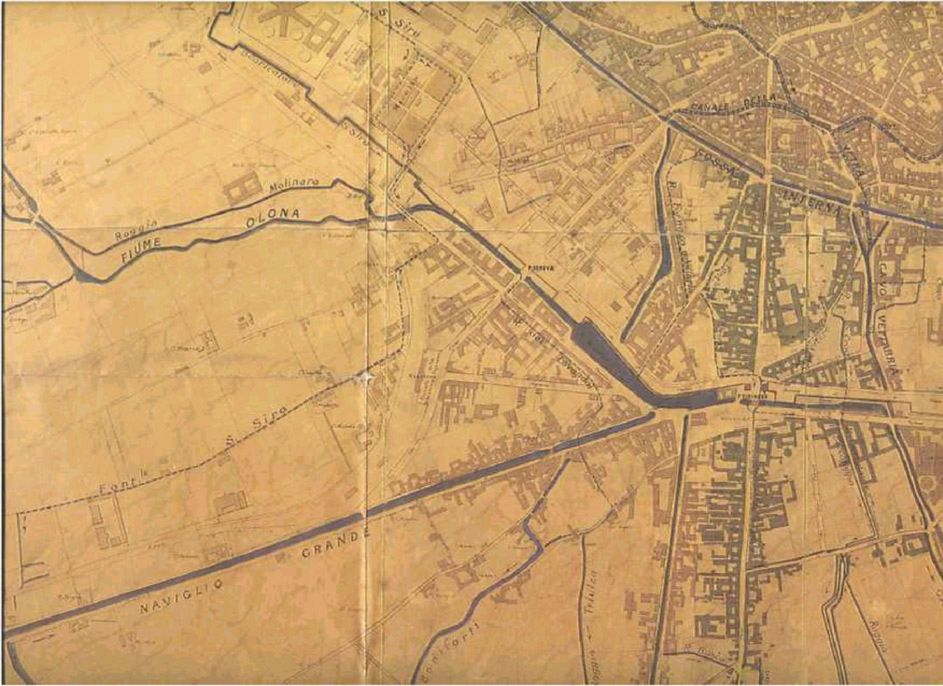
Una mappa idrografica di Milano della metà del XIX secolo. Si notano, quasi orizzontali sulla sinistra, l'Olona Vecchia e quella Nuova che confluiscono prima di entrare nella Darsena

Per il tratto che attraversa Milano, il percorso attuale compare, come già accennato, nel piano regolatore generale del Beruto del 1884. Con esso, è indicato anche il tracciato del ramo Darsena. Questo, prima di incrociare via Vincenzo Foppa, attraversava sia la via Vepra, il cui nome ricorda sia quello romano del canale, sia l'antico borgo omonimo, dove, dopo la sconfitta col Barbarossa e la distruzione della città (1162), furono esiliati i milanesi di porta Vercellina.
Qui, fino agli anni cinquanta del XX secolo, esisteva l'ultimo tratto di fiume non canalizzato e con andamento tortuoso, oltre che l'ultimo agglomerato artigiano che ne utilizzava le acque per tintorie e laboratori per il trattamento di tessuti pesanti.
Per il tratto a monte di Milano, la prima carta dotata di una certa precisione è una mappa tracciata nel 1763. In questo documento era illustrato il tratto dalla sorgenti a Gorla Minore. In seguito, ne è stata redatta un'altra nel 1772 dal conservatore del fiume Giuseppe Verri e dall'ingegner Gaetano Raggi per conto del consorzio del fiume Olona. Oltre alle infrastrutture, essa riporta anche i canali e le chiuse, e quindi è la prima carta dotata di una certa completezza. La più ricca nei dettagli, tra quelle più antiche, è invece una mappa del 1789 che è opera del frate Mauro Fornari e di Domenico Cagnoni. Questa carta inquadrava la provincia di Varese fino a qualche chilometro a sud di Legnano.
Tra le carte del XIX secolo, sono da citare la mappa disegnata dall'ingegner Vittore Vezzosi nel 1861, che riferisce anche di alcuni rilievi effettuati sul fiume, e quella dell'ingegner Eugenio Villoresi (1878), su cui sono tracciate con dovizia di particolari le zone irrigate dall'Olona. Quest'ultima, riporta infatti anche i canali e le rogge originate dal fiume.

## Le acque

### Regime del fiume

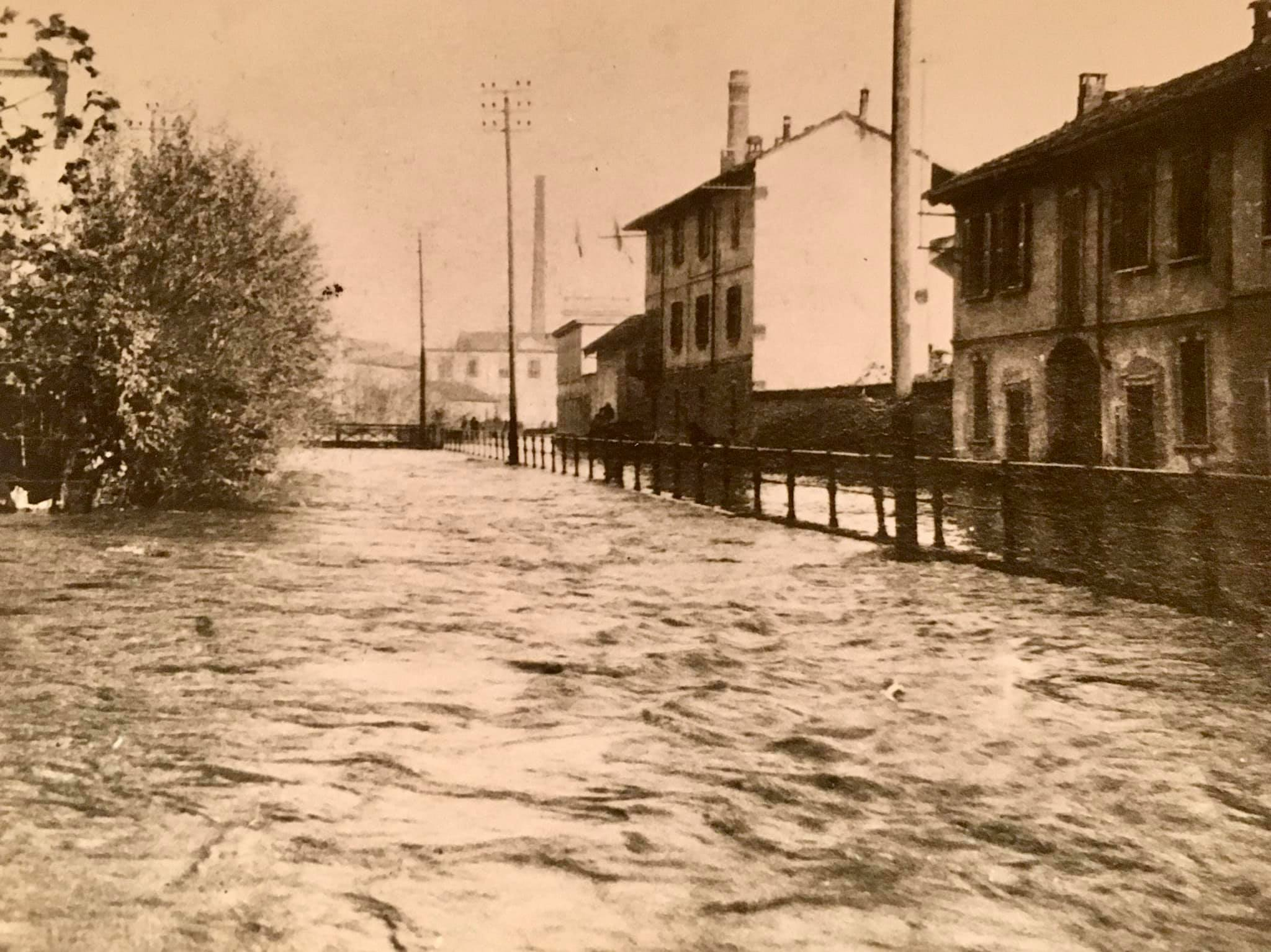
Alluvione dell'Olona a Legnano in via Guerciotti (1937)

Il regime dell'Olona è tipicamente torrentizio a causa dell'assenza di specchi d'acqua intermedi che ne regolino la portata. Ha periodi di portata elevata a marzo, aprile, ottobre e novembre, e periodi di magra - seppur non di secca - a luglio, agosto, dicembre e gennaio. Il regime del fiume è quindi caratterizzato da una portata molto variabile che è funzione delle stagioni e delle precipitazioni meteorologiche. Questa variabilità causa da sempre difficoltà tecniche nella fase di dimensionamento delle infrastrutture destinate a contenerne le piene.
La portata media dell'Olona a Ponte Gurone di Malnate è di 2,3 m³/s. A Rho, dopo che l'Olona riceve gli apporti del Bozzente e della Lura, la portata media tocca il valore di 6,9 m³/s (18 m³/s la massima). Durante la piena storica del 1951, a Castellanza è stata registrata una portata di 48,1 m³/s, mentre quella minima, nel 1941 e nel 1950, ha toccato il valore record di 0,05 m³/s.
La pendenza media del corso del fiume è del 6 ‰ a fronte di una caduta complessiva di 435 m. Quest'ultima è calcolata sottraendo l'altitudine della confluenza nel Lambro Meridionale (113 m s.l.m.) alla quota della sorgente principale (548 m s.l.m.). La larghezza media dell'alveo raggiunge invece i 5 m a Malnate, gli 8 m a Nerviano e i 18 m a Milano.
Questa scarsa portata è causata dal carente apporto idrico delle sorgenti, degli affluenti, dei fontanili e delle precipitazioni meteorologiche. L'entità limitata dell'apporto idrico non ha però impedito lo sfruttamento delle acque del fiume per i più svariati utilizzi. Le acque sono state utilizzate nei secoli più per l'entità della caduta complessiva dell'alveo, che per la portata del fiume. La prima, infatti, ha permesso lo sfruttamento della forza motrice delle sue acque soprattutto lungo il primo tratto dell'alveo, che è quello dotato di maggior pendenza.

### Gli affluenti e i fontanili
Il fiume conta in totale 19 affluenti. Quelli più importanti sono la Lura, la Bevera, il Gaggiolo (o Lanza), il Bozzente, il Vellone, il Rile, il Tenore, il Merlata, la Mussa, la Quadronna, la Selvagna e il Fredda. Da ricordare anche il Refreddo (o Fontanile Crotto), un corso d'acqua che sgorga nel fondovalle di Castelseprio, in località Crotto Valle Olona, e che confluisce nel fiume poco più a valle.
L'acqua dell'Olona proviene anche dai fontanili. Molti di essi sono celebri perché le loro acque sono state utilizzate per secoli a scopi curativi, come la Fontana degli Ammalati di Induno Olona. Alcuni dei fontanili che alimentano l'Olona sono citati in diversi documenti storici, mentre il primo loro censimento sistematico è del 1606. Grazie alla presenza dei fontanili, che forniscono acqua in modo perenne, il fiume non va in secca neppure nei periodi di siccità.
Nella Valle Olona sono ubicate alcune zone umide, tra cui lo stagno Buzonel. Questo specchio d'acqua, che si trova nel fondovalle tra Castelseprio e Lonate Ceppino, è alimentato dal torrente Bozzone, che in seguito confluisce nell'Olona.

### Le inondazioni e le magre
L'Olona, prima della costruzione di argini e canali scolmatori, è stato un fiume che ha flagellato con frequenti esondazioni le aree che attraversa. Considerando gli ultimi quattro secoli, si possono contare più di 70 alluvioni. La prima di cui si ha notizia sui documenti si è verificata nel 1584 a Legnano. L'ultima esondazione che ha fatto danni ingenti si è invece verificata il 13 settembre 1995, mentre l'ultima in ordine cronologico è avvenuta il 29 luglio 2014. Tra quelle più recenti, le tre esondazioni che hanno fatto più danni in assoluto sono state quelle del 1911, del 1917 e del 1951. Quella più devastante è stata quella del 1951, che si è verificata in concomitanza con l'alluvione del Polesine.
Il maggior numero di allagamenti sono avvenuti nella parte finale del corso del fiume, in provincia di Milano. La città più colpita in questo tratto è stata Rho. Più a nord, la zona più interessata è stata invece quella del Clivio. La causa di questi frequenti straripamenti va ricercata nell'estensione ridotta dell'alveo del fiume rispetto alla portata di acqua che vi scorre. Lungo le sue sponde, sono state realizzate diverse opere per contenere le alluvioni. Il tratto maggiormente interessato a questi lavori è stato quello che attraversa la provincia di Milano.
Per il tratto superiore, sono stati invece oggetto di interventi cospicui le sponde del fiume che attraversano Fagnano Olona, Vedano Olona e Varese. A Gurone è stata ultimata nel 2009 una diga a vasche di laminazione che regola la portata del fiume per contenerne le piene. È in grado di formare un bacino temporaneo di 1.570.000 m³ con un rilascio di 36 m³/s.

Il Cotonificio Cantoni di Legnano durante l'inondazione dell'Olona del 1917

Altrettanto disastrose sono state le magre. La frequenza dei periodi di scarsissima portata idrica è paragonabile a quella delle alluvioni. Per quanto riguarda le magre storiche, quella del 1630 contribuì a diffondere la peste nell'Alto Milanese, mentre quella del 1734 passò agli annali per gli effetti recessivi che ebbe sul territorio. La magra del 1747 passò invece alla storia per la sua durata. Per fronteggiare le conseguenze dei periodi di magra, fin dagli Statuti del 1346, furono promulgate norme atte a ridurre gli sprechi e gli abusi delle utenze che prelevavano l'acqua dall'Olona. In questi secoli, chi veniva colto in flagrante a sperperare l'acqua dell'Olona poteva incorrere in sanzioni fiscali e a pene detentive o corporali. Le utenze che più pativano le magre del fiume erano i mugnai del tratto finale del corso d'acqua.

### Le derivazioni artificiali

L'Olona tra Castegnate e Castellanza in un'immagine dei primi anni del XX secolo

Finché fu in funzione, il tratto del Cavo Diotti che prelevava acqua a Castegnate rappresentò la derivazione artificiale più importante dell'Olona. Il suo tratto settentrionale si immette ancora nel XXI secolo nell'Olona, tramite l'affluente Bevera, dopo aver prelevato acqua da sorgenti presenti nel Canton Ticino e nel territorio di Viggiù. Il tratto meridionale di questo canale artificiale, cioè quello che estraeva a Castegnate l'acqua precedentemente immessa, venne invece interrato nel 1918 in seguito alla forte urbanizzazione della zona agricola di Pantanedo, che era l'utenza finale del Cavo Diotti. Dato che la richiesta d'acqua per scopi irrigui si era quasi azzerata, questa parte del canale non venne infatti più adoperata.
Il Cavo Diotti è stato costruito nel 1787. Fu voluto dall'avvocato Luigi Diotti, grande possidente terriero, per irrigare le sue proprietà. Diotti, per realizzare l'opera, chiese e ottenne il permesso dall'imperatore Francesco Giuseppe I d'Austria. Il progetto fu però foriero di polemiche: 32 utilizzatori delle acque del fiume si opposero strenuamente sostenendo che il prelevamento d'acqua sarebbe stato superiore alla sua introduzione. Visto l'appoggio governativo, il consorzio del fiume Olona cedette e il 17 marzo 1786 diede il permesso per l'avvio dei lavori di costruzione. Quando il Cavo entrò in funzione, le polemiche non si placarono. Per decenni ci furono delle dispute sulla quantità d'acqua immessa - che molti giudicavano insufficiente a causa del sistema di misurazione - e sullo stato manutentivo della zona delle sorgenti dell'Olona, dove il Cavo Diotti immetteva acqua.
Nel 1860 furono proposte altre due derivazioni artificiali. La prima, che non venne mai realizzata per difficoltà tecniche e problemi di costo, doveva estrarre acqua dal lago di Lugano, mentre la seconda avrebbe dovuto immettere acqua nell'Olona grazie a un prelevamento da un canale artificiale proveniente dal Ticino. I due progetti furono approvati dal consorzio del fiume Olona il 28 aprile 1877. 
In particolare, il canale artificiale proveniente dal Ticino, e destinato a confluire nel Naviglio Martesana, fu costruito dal 1887 al 1890 e venne denominato Canale Villoresi. La prima immissione nell'Olona di acqua dal Canale Villoresi fu compiuta nel 1923 grazie a una presa situata a Nerviano. A regime, questa derivazione immetteva nell'Olona 1 m³/s. Tale opera fu voluta per fornire acqua agli utilizzatori a valle di Rho, che erano quelli che più pativano i periodi di magra del fiume.
Un quarto progetto di derivazione fu proposto nel 1865. Questo canale avrebbe dovuto prelevare acqua dal lago di Varese, ma non venne mai realizzato per il costo, che sarebbe stato troppo alto.

### La qualità delle acque e i depuratori

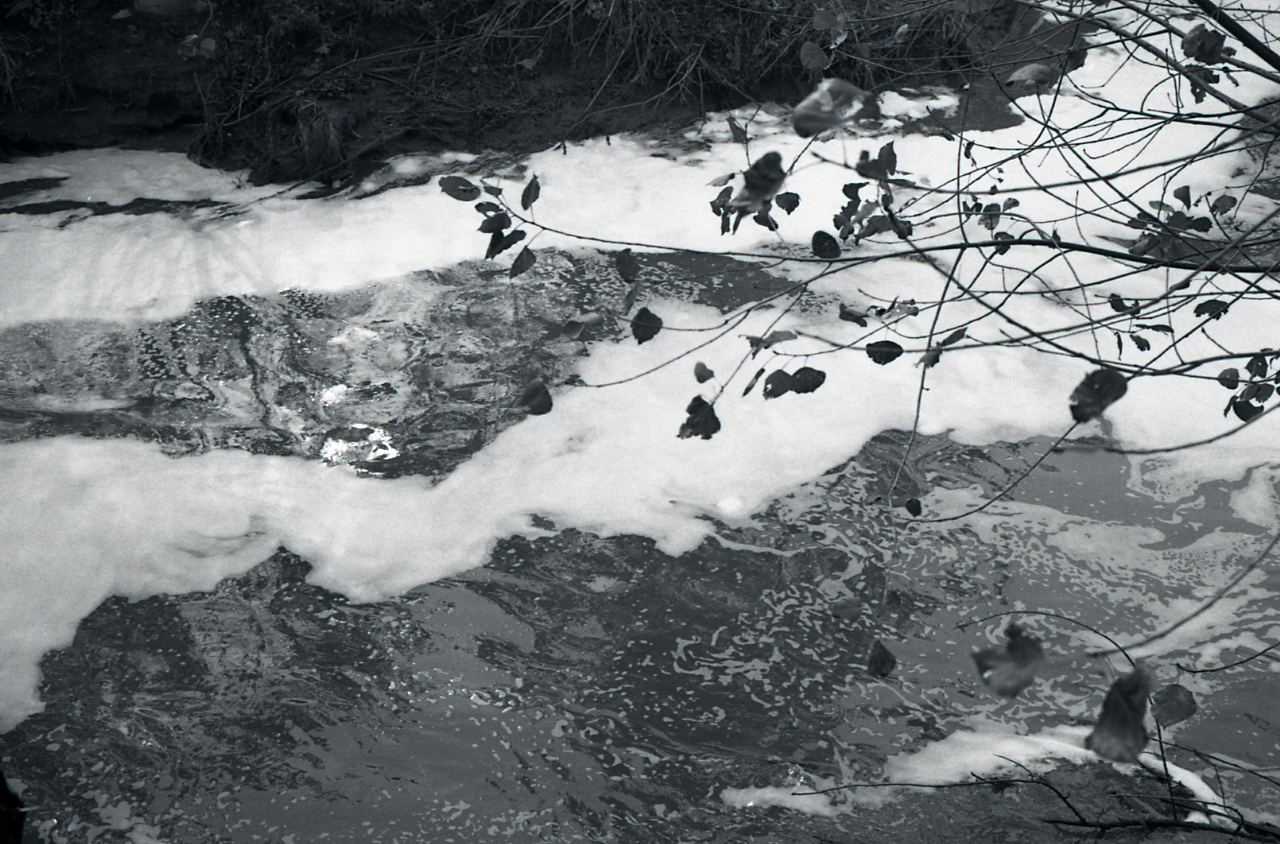
L'Olona nel 1964, durante il periodo di massimo inquinamento, che fu registrato, come già accennato, tra il 1950 e il 1970, in una foto di Paolo Monti

La qualità delle acque del fiume è monitorata in cinque stazioni: Varese, Lozza, Fagnano Olona, Legnano e Rho. Nelle prime stazioni di monitoraggio, l'acqua del fiume risulta "accettabile" o "sufficiente" ed è in costante miglioramento. A Legnano la qualità delle acque peggiora, assumendo il grado "scadente", ma anche qui si nota un miglioramento, visto che fino a pochi anni prima lo stato delle acque dell'Olona era "pessimo". A Rho, anche se in lieve miglioramento, le acque del fiume mantengono il grado "pessimo". A valle del depuratore di Pero, le acque dell'Olona migliorano.
Il consorzio di tutela del fiume si era posto l'obiettivo di far raggiungere in tutte le stazioni di monitoraggio, entro la fine del 2008, il grado "accettabile", ed entro la fine del 2016 il grado "buono". Dai dati ufficiali, se l'obiettivo del 2008 non è stato raggiunto, quello del 2016, con la qualità delle acque di grado "buono", è stato conseguito in anticipo, nel 2015.
Queste difficoltà hanno infatti spinto l'amministrazione regionale lombarda a ricorrere a strumenti straordinari quali il "contratto di fiume". Questa iniziativa prevede infatti un maggiore coinvolgimento degli enti locali e della popolazione interessata, con l'obbiettivo di ottimizzare il coordinamento degli interventi.
Lungo il corso del fiume sono presenti diversi depuratori. Questi impianti per il trattamento delle acque reflue, che sono gestiti dal consorzio del fiume Olona, sono stati realizzati a Varese, Olgiate Olona, Gornate Olona, Cairate, Saltrio, Cantello, Canegrate, Parabiago e Pero. Per il tratto Varese-Milano, nel 2006, si segnalava la necessità di realizzarne altri: di questi, è stato completato soltanto quello di Gornate Olona (2009).

## La natura

### Flora

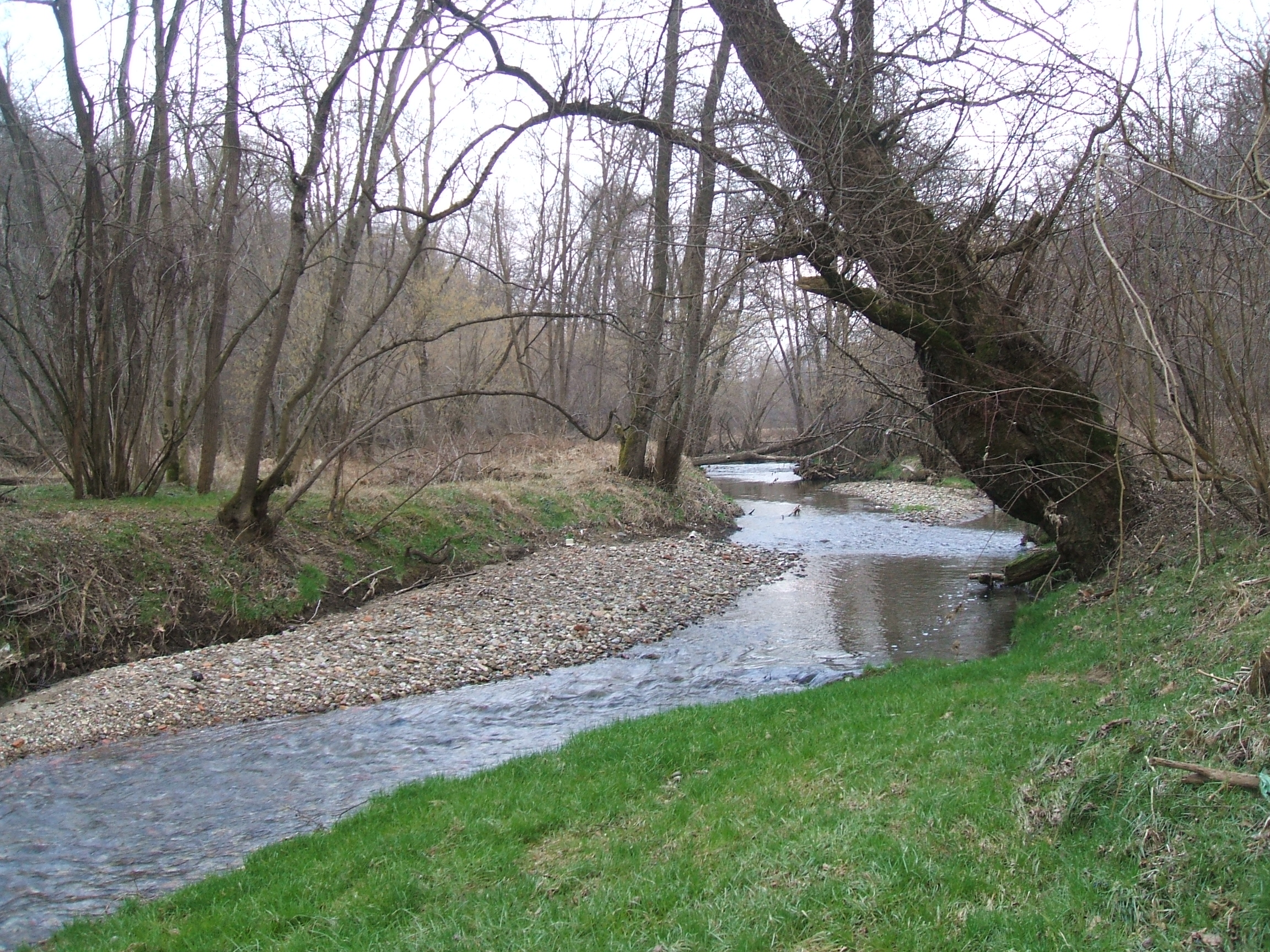
Il Gaggiolo a Malnate

La prima parte del corso del fiume attraversa il Parco Regionale Campo dei Fiori. Fino a 600 m di altitudine, in questa area protetta, prevalgono i castagni, i frassini e i tigli. Nelle valli più umide sono comuni gli aceri. Sulla parte sommitale del massiccio del Campo dei Fiori queste specie vegetali vengono sostituite dal faggio, mentre sui versanti aridi del Monte Martica sono comuni le betulle e i pini silvestri. Gli spazi aperti sono impreziositi da piante ormai rare come la Gentiana pneumonanthe e da decine di specie di orchidee selvatiche, quali, ad esempio, la vesparia e la moscaria.
A valle del Campo dei Fiori è stato istituito il Parco Rile Tenore Olona. Le specie che compongono la flora di questa area protetta sono principalmente farnie, carpini, robinie, noccioli, platani, frassini, querce, pioppi, olmi, aceri e ontani. Molte sono anche le specie autoctone di arbusti, funghi e felci che crescono all'interno del Parco.
La flora del tratto pianeggiante dell'Olona, che comprende la maggior parte del percorso del fiume, è caratterizzata, oltre che dalle specie d'alto fusto già ricordate, dalla massiccia presenza della robinia, originaria dell'America settentrionale e introdotta nei boschi italiani agli inizi del XIX secolo.

### Fauna

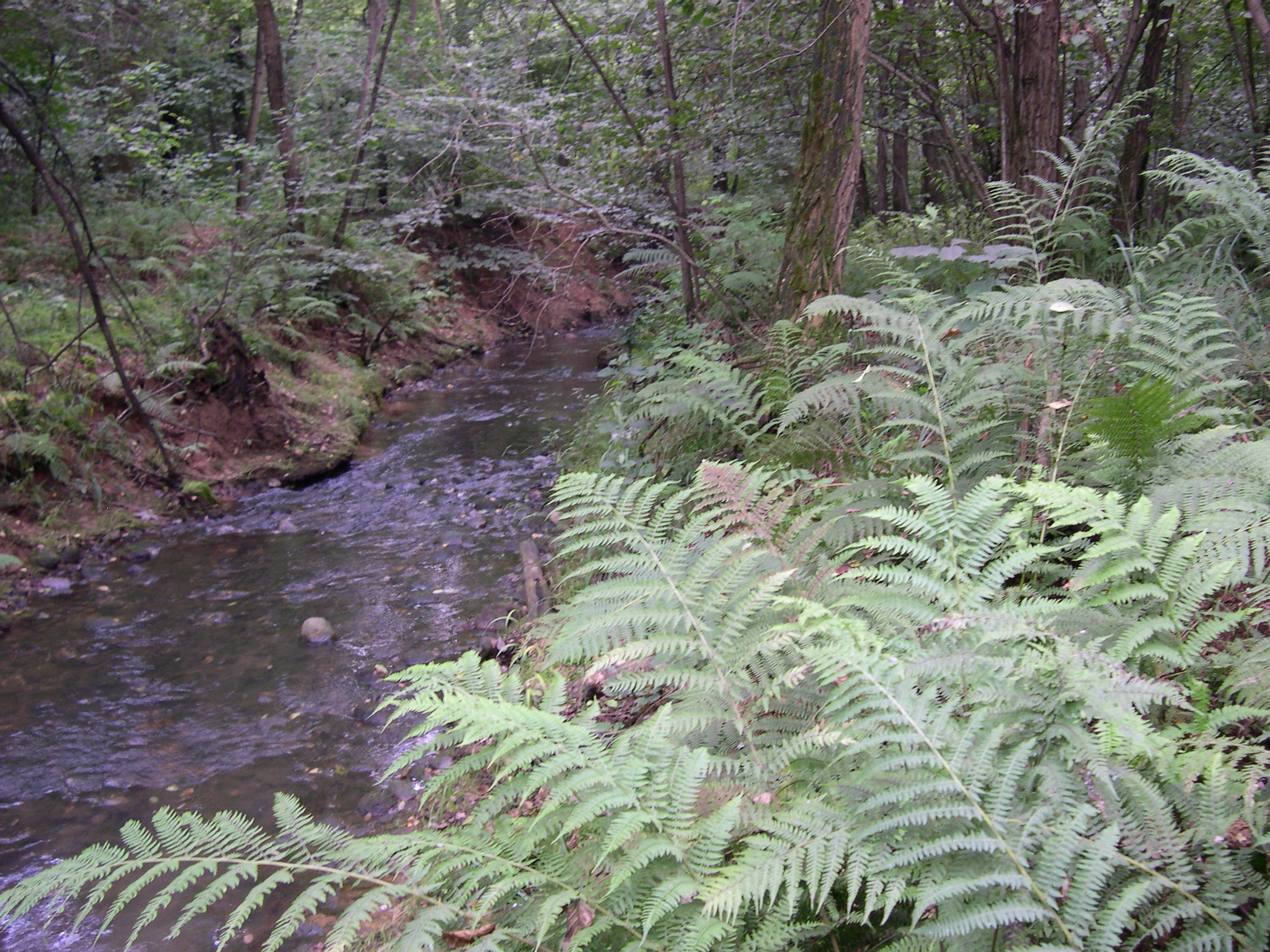
Il Rile tra Cassano Magnago, Bolladello e Santo Stefano

Nella prima parte del corso, quello non inquinato, la fauna è molto variegata. Nel parco del Campo dei Fiori si possono incontrare ungulati come il cervo o il capriolo, e decine di piccoli mammiferi e roditori, tra i quali lo scoiattolo rosso, il riccio, la volpe, il ghiro, il toporagno, l'arvicola, il moscardino, la faina, la donnola la talpa e varie specie di pipistrelli.
Diversi sono anche i rapaci presenti: alcuni stanziali come l'astore, il nibbio bruno, il falco pecchiaiolo, la poiana, lo sparviero e il falco pellegrino, altri migratori come il biancone e il falco di palude. Altri uccelli presenti sono il gufo, l'allocco e il barbagianni. Completano l'avifauna l'airone cenerino e molti uccelli, migratori e non, tipici dei boschi e dei campi.
Tra gli anfibi sono presenti salamandre e diverse specie di raganelle, rospi e rane, mentre tra i rettili sono comuni la lucertola, l'orbettino, la vipera e il ramarro.
Per quanto riguarda gli invertebrati, è degna di menzione la presenza dello scarabeo delle grotte, un coleottero endemico del Campo dei Fiori, e sono comuni, tra gli altri, la libellula, la lucciola, il cervo volante e la cicala.
La fauna ittica è presente nel tratto iniziale del fiume, quello meno inquinato. Le specie più comuni sono la trota fario e lo scazzone. Nelle acque dell'Olona si possono trovare anche il barbo comune, il cavedano, il gobione, il vairone, la sanguinerola, la scardola e l'alborella.
Nel 2010 fu tentato il ripopolamento ittico del tratto medio del fiume grazie all'introduzione di pesci provenienti dal Canale Villoresi. L'iniziativa non ebbe successo a causa di uno sversamento di reflui inquinanti compiuto nel 2012, che comportò la moria delle specie ittiche precedentemente immesse.
Diverse sono le specie alloctone presenti. Tra esse, lungo le sponde dell'Olona, si possono trovare la nutria, il gambero americano e lo scoiattolo grigio, mentre nelle sue acque si può pescare il pesce gatto.

## Geografia antropica

### Comuni attraversati
I comuni attraversati dall'Olona sono:

Bambini che pattinano non lontano da piazza Tripoli sul ghiaccio formatosi sul ramo dell'Olona confluente nel Lambro Meridionale a Milano appena inaugurato e non ancora utilizzato

 Provincia di Varese
- Varese
- Valganna
- Induno Olona
- Malnate
- Lozza
- Vedano Olona
- Gornate Olona
- Castiglione Olona
- Castelseprio

 Provincia di Varese
- Lonate Ceppino
- Cairate
- Gorla Maggiore
- Fagnano Olona
- Gorla Minore
- Solbiate Olona
- Olgiate Olona
- Marnate
- Castellanza

 Città metropolitana di Milano
- Legnano
- San Vittore Olona
- Canegrate
- Parabiago
- Nerviano
- Pogliano Milanese
- Vanzago
- Pregnana Milanese
- Rho
- Pero
- Milano

### Navigabilità e pesca

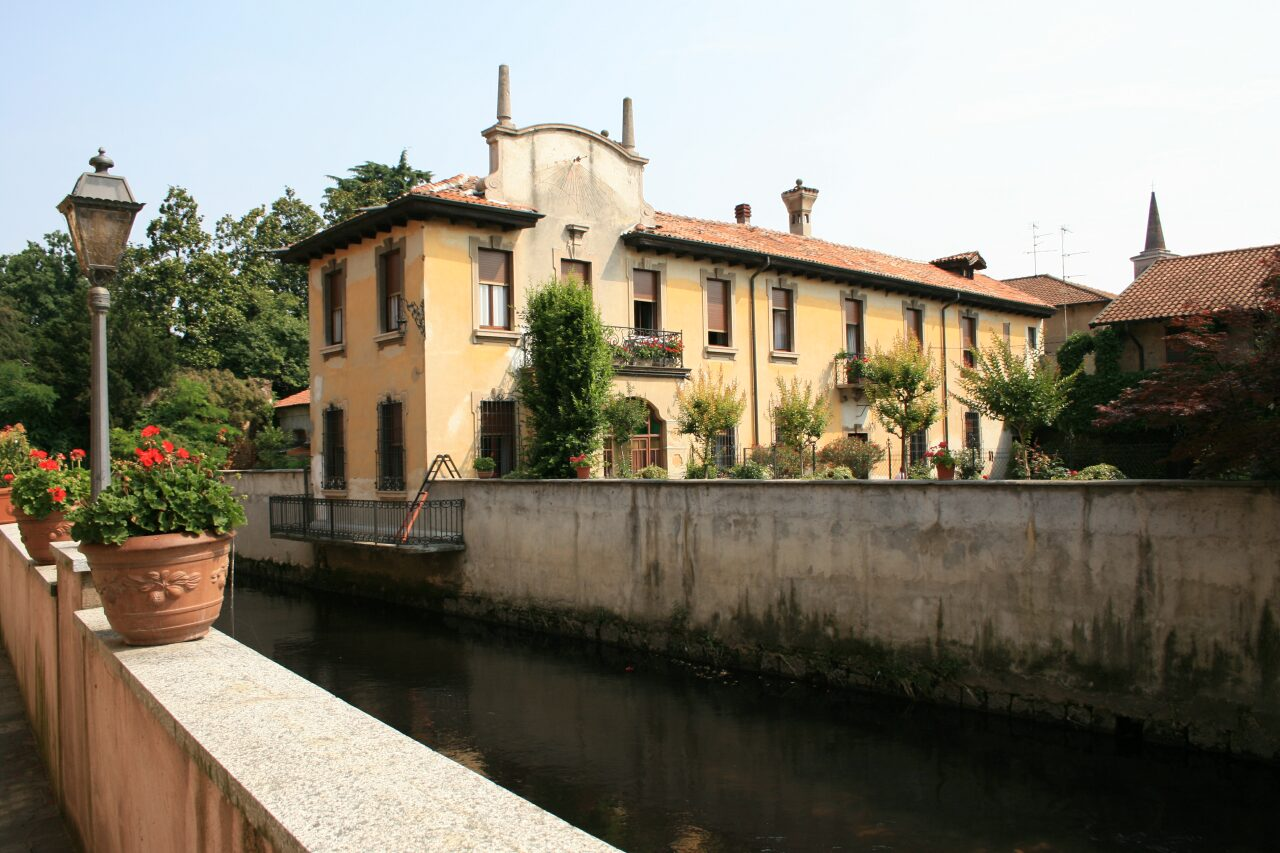
L'Olona che costeggia il Monastero degli Olivetani di Nerviano

Il fiume in sé non ha mai rappresentato una via di comunicazione navigabile. Di navigabilità non si può parlare neppure nel XXI secolo, anche se in alcuni punti del fiume viene praticata la canoa e ogni tanto, per scopi di promozione ambientale, qualche ecologista ne effettua la discesa in kayak.
La pesca era un tempo un'attività florida che era praticata anche da pescatori professionisti. Nell'Olona si pescavano trote, gamberi di fiume, rane e altre specie ittiche. Le singole licenze di pesca erano rilasciate dal consorzio del fiume Olona. Durante i secoli, data l'importanza economica che ne derivava, furono varati numerosi regolamenti. Il documento più antico conservato negli archivi del consorzio del fiume Olona si riferisce a una disposizione che vietava la pesca senza licenza (1602).
Erano anche vietate la pesca con le reti e, dal 1699, i "vivari" (o "vivai"), cioè quelle strutture circolari formate da pietre che erano destinate all'allevamento degli avannotti. I vivari vennero vietati perché rallentavano il defluire delle acque causando danni agli utilizzatori che sfruttavano la forza motrice del fiume, come i mugnai. I vivari venivano costruiti ogni anno nei mesi di agosto e settembre, per poi essere svuotati dai pesci e distrutti poco prima dell'inizio della quaresima. In questo modo fornivano, alle mense degli abitanti, le specie ittiche in un periodo in cui le carni erano vietate per precetto religioso.
L'attività di pesca lungo l'Olona iniziò a declinare a metà del XIX secolo a causa degli scarichi inquinanti delle prime industrie, per poi scomparire completamente tra le due guerre mondiali per il forte peggioramento della qualità delle acque.

### Infrastrutture e progetti

Il ponte romanico a Castiglione Olona negli anni sessanta del XX secolo

L'Olona, in tutto il suo percorso, viene scavalcato da 57 ponti, tra i quali ve ne sono alcuni di interesse storico, come il ponte romanico a Castiglione Olona, e il ponte ferreo di Malnate, che è stato realizzato alla fine del XIX secolo per poter permettere l'attraversamento di una ferrovia. L'infrastruttura più grande che oltrepassa l'Olona è invece il viadotto di Cairate. Tra le vie di comunicazione che scavalcano l'Olona, ci sono 2 linee ferroviarie (la Saronno-Laveno e la Como-Varese) e 7 strade provinciali.
Il corso del fiume, che è profondamente artificializzato, è fortemente a rischio idraulico, cioè di straripamento. Dopo il completamento nel 2009 del grande impianto di laminazione di Gurone, a destare preoccupazione sono soprattutto il Lura e il Bozzente. Dal 2006 le opere di difesa idraulica sono demandate al già citato "contratto di fiume".
Lungo la Valle Olona è stata attiva una linea ferroviaria. La ferrovia della Valmorea, questo il suo nome, collegava Castellanza alla Svizzera seguendo il corso del fiume. Il servizio passeggeri è stato attivo dal 1904 al 1952, mentre il traffico merci è stato chiuso nel 1977 a causa della concorrenza della linea ferroviaria passante per Chiasso. Dal 1990 è in atto un progetto di recupero a scopo turistico.
Va anche segnalata la costruzione dell'Autostrada Pedemontana, che ha completamente coperto l'Olona al ponte di Vedano, e la realizzazione, lungo il corso del fiume, di varie piste ciclabili. Tra esse, va ricordata quella tra
Castellanza a Castiglione Olona, il cui tragitto ricalca il percorso della ferrovia della Valmorea. Di questa pista ciclabile è in progetto il prolungamento fino a Mendrisio, in Svizzera.

## Luoghi d'interesse

### I mulini

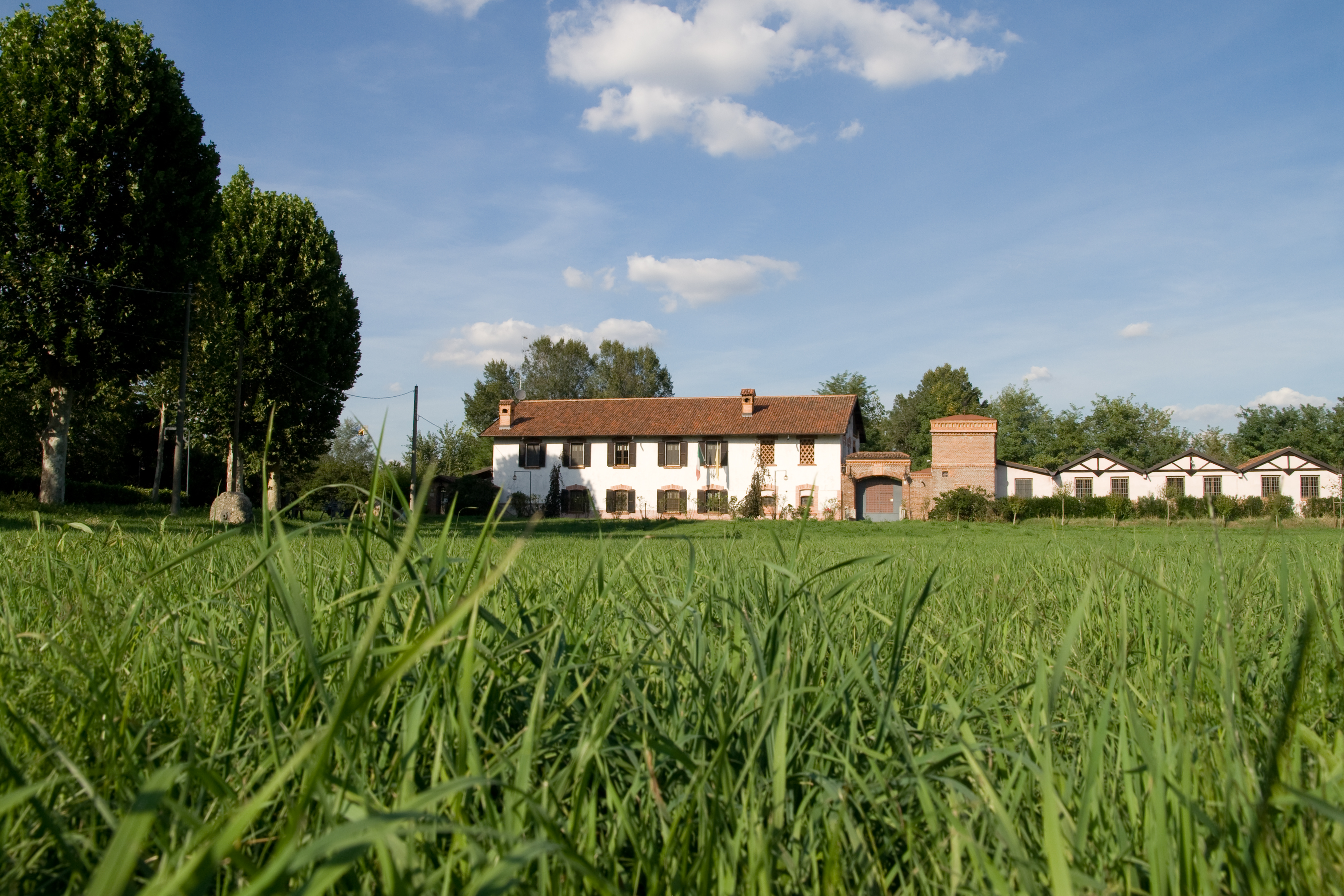
Il mulino Gajo-Lampugnani di Parabiago

Tra le sorgenti e Nerviano il corso del fiume era un tempo disseminato di mulini. Fin dal Medioevo, lungo l'Olona, prosperava l'attività molitoria. Tale era il numero di mulini da far supporre che nel XV secolo questa attività costituisse per l'intera zona una notevole fonte economica.
Il più antico documento conosciuto nel quale si nomina un mulino sull'Olona è del 1043: esso fa riferimento a un impianto molinatorio situato tra Castegnate e la località "Gabinella" a Legnano che era di proprietà di Pietro Vismara. Le Signorie degli Sforza e dei Visconti posero a presidio dei più importanti raggruppamenti di mulini sull'Olona alcune fortificazioni, sfruttando fortilizi e castelli già esistenti.
Nel 1608 si contavano sulle sponde dell'Olona 116 mulini, fra i quali un maglio da rame, un follone o gualchiera per i panni e diversi torchi da olio, numero che passò a 106 nel 1772 e a 55 nel 1881. Negli anni citati, le ruote idrauliche a servizio di questi impianti molinatori (chiamate, nella Valle Olona, "rodigini") erano, rispettivamente, 463, 424 e 170.

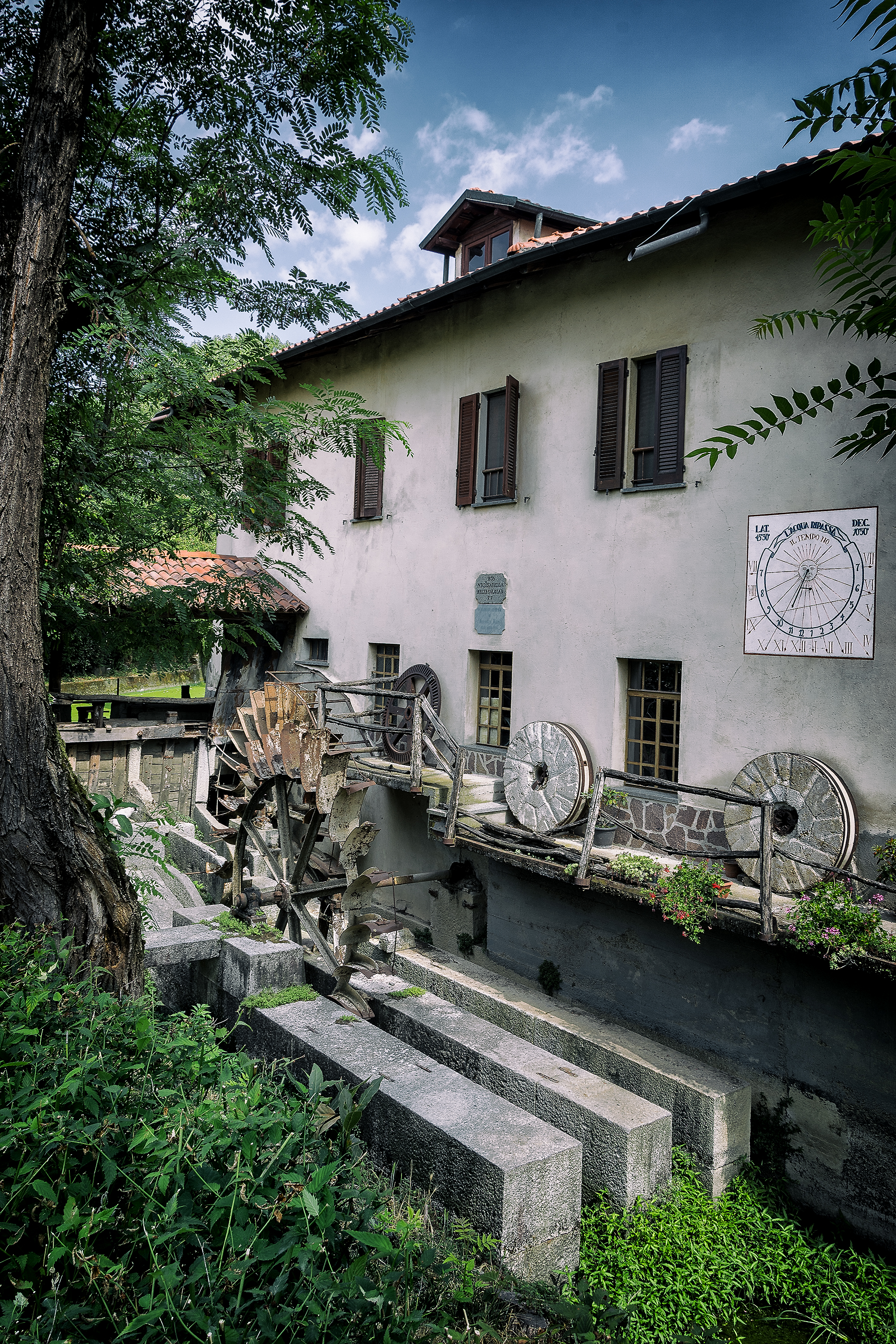
Il mulino Meraviglia di San Vittore Olona

Diversi di questi mulini sono giunti sino al XXI secolo. Alcuni sono stati recuperati, mentre altri versano in stato di abbandono. Partendo dalle sorgenti, i primi impianti molinatori di rilievo storico che si incontrano lungo l'Olona sono i mulini Grassi di Varese, che sono stati costruiti tra il XVI e il XIX secolo. Sono stati ristrutturati per essere adibiti ad abitazione e possiedono, sui muri esterni, alcuni esempi di meridiane di grande interesse storico e un pregevole affresco del 1675. Più a sud sono invece presenti i mulini Sonzini di Gurone, che sono anteriori 1772. Sono rimasti in attività fino al 1970, dopo di cui sono stati adibiti ad abitazioni. A Vedano Olona è situato il mulino alle Fontanelle; già presente nel 1772, possedeva una macina da grano e un torchio. Subì un primo abbandono negli anni venti, poi fu ristrutturato negli anni settanta del XX secolo e di nuovo abbandonato nel decennio successivo.
A Castellazzo, località di Fagnano Olona, è situato il mulino Bosetti. Già censito come mulino Visconti nel 1772, fu catalogato come mulino del Ponte nel 1857 prima di assumere l'attuale denominazione negli anni seguenti. Nel 1982 risultavano accessibili le sole abitazioni, mentre il resto era già abbandonato. A Castelseprio è presente il mulino Zacchetto, che fu attivo per fini agricoli dal XVIII al XIX secolo. Divenne prima sede della società Pagani (anni venti), per poi venire trasformato in centrale elettrica. Dagli anni ottanta risulta abbandonato.
A Gornate Superiore, frazione di Castiglione Olona, è situato il mulino del Celeste. Già mulino Mariani nel 1772 e mulino Guidali nel 1857, fu registrato con l'attuale denominazione nel 1881. Disponeva di una macina da grano e di torchi da olio. Dal 1930 è stato adattato ad abitazioni private. A Lonate Ceppino è situato il mulino Taglioretti. Anch'esso, nel 1722, era di proprietà Mariani. Prese la denominazione attuale nel XIX secolo. Fu a servizio della cartiera Canziani dal 1901 e del cartonificio Samec dal 1920. Nel 1982 risultava abbandonato. 

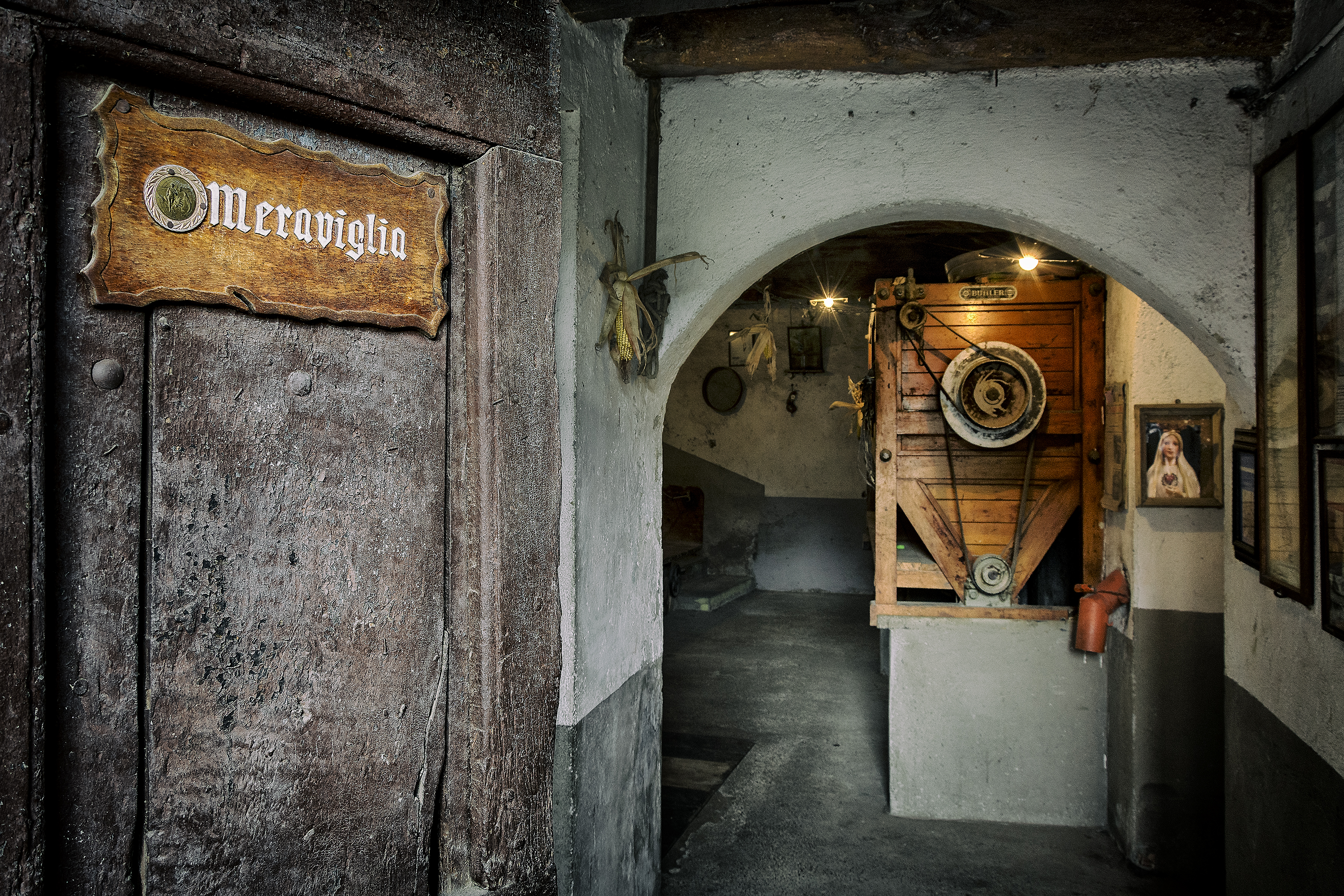
Interni del mulino Meraviglia di San Vittore Olona

A Gornate Olona sono presenti i mulini di Torba e San Pancrazio. Entrambi esistenti prima del 1772, assunsero i nomi delle rispettive frazioni del 1857. Cessarono le attività molinatorie verso metà del XX secolo. Sono in gran parte adibiti ad abitazioni. A Olgiate Olona è invece situato il mulino del Sasso. È ben conservato e quindi è in corso un progetto che prevede il ripristino completo dell'impianto idraulico.
A Legnano i sette mulini del centro della città furono demoliti dalle grandi industrie cotoniere per permettere l'installazione delle più moderne ed efficienti ruote idrauliche. Nel Legnanese ne sono rimasti sei: si tratta dei mulini Cornaggia di Legnano, Meraviglia (già Melzi Salazar), Cozzi, De Toffol, Montoli di San Vittore Olona e Galletto di Canegrate. L'unico mulino di questa zona con le macine ancora in efficienza è il mulino annesso alla fattoria agricola Meraviglia di San Vittore Olona, che è certamente il più antico tra i rimasti: risalirebbe infatti al XIV secolo. Tale impianto molinatorio è ancora destinato a triturare il foraggio per bestiame. Da questi impianti molinatori prende il nome una gara internazionale di cross campestre, la Cinque Mulini, che si corre ogni anno, in primavera, a San Vittore Olona. A valle di Canegrate ne rimangono pochi altri, come il mulino Gajo-Lampugnani a Parabiago, il mulino Star Qua di Nerviano e quello di Sant'Elena a Pregnana Milanese.
Riferendoci invece al territorio di Rho, possiamo citare fra gli esempi in disuso o convertiti negli anni in moduli abitativi il molino Prepositurale, un tempo di proprietà della Parrocchia San Vittore e oggi completamente in abbandono, seguito più a valle dal mulino Cecchetti, trasformato in abitazione pur avendo conservato alcuni elementi dei macchinari in bella mostra nel giardino, oltre al molino Nuovo, posto alla confluenza con il torrente Bozzente e divenuto anch'esso residenza privata. 

### Archeologia industriale

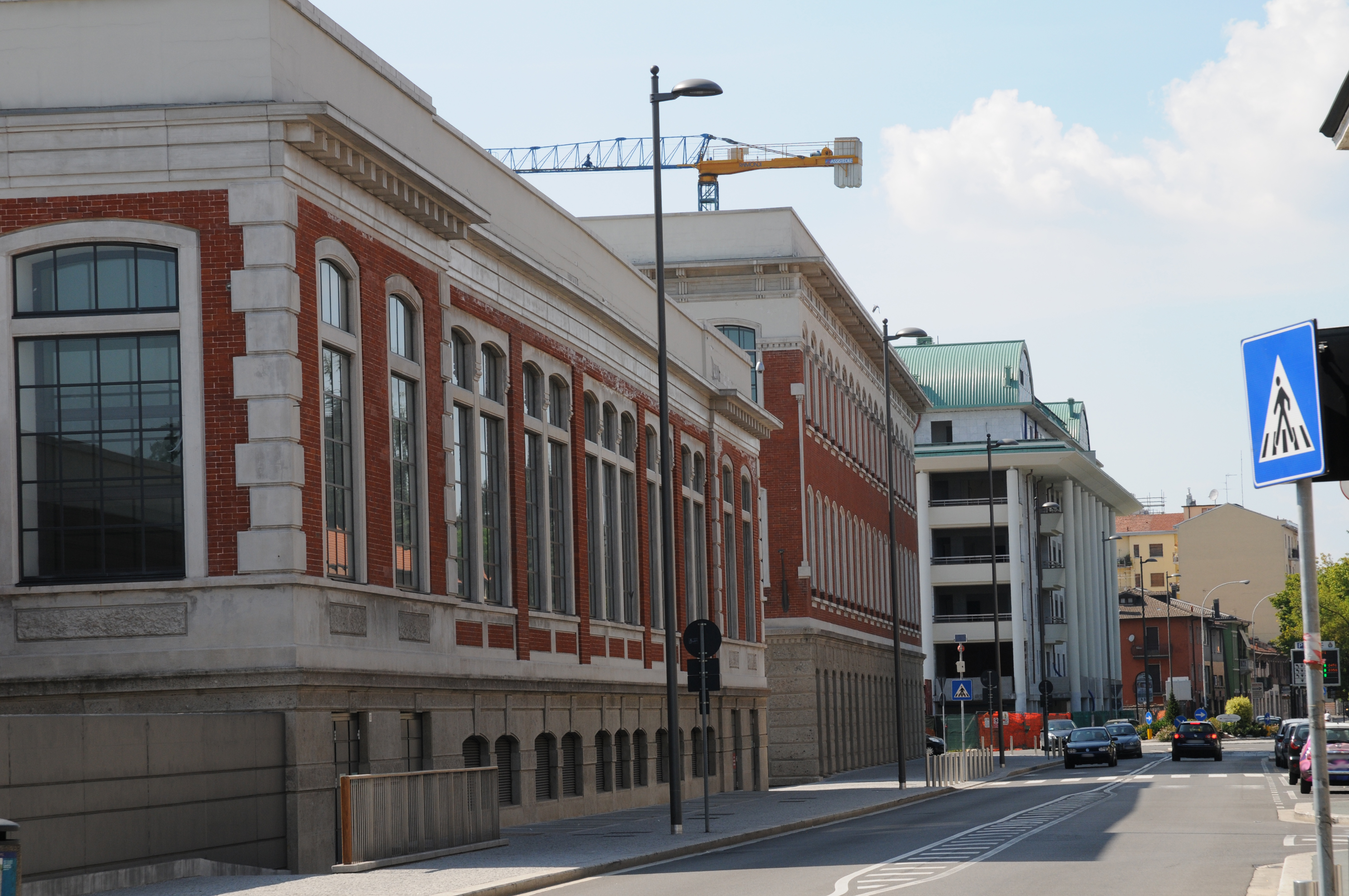
Sulla sinistra, le facciate ristrutturate dei capannoni dell'ex-Cotonificio Cantoni di Legnano

A partire dagli anni sessanta e settanta del XX secolo, l'industria della Valle Olona (specie il settore tessile) entrò in una crisi irreversibile e quindi, progressivamente, la maggior parte delle fabbriche interruppe definitivamente le attività produttive, lasciando lungo le aree adiacenti all'Olona un importante patrimonio di archeologia industriale.
Dotato di grande valore architettonico è il Birrificio Angelo Poretti di Induno Olona, che è stato fondato nel 1877. Nel 1901 questo plesso industriale fu ampliato con la costruzione di nuovi padiglioni in stile Liberty. Anche i successivi restauri e ampliamenti furono rispettosi di tale scelta architettonica. Gli edifici, tra il naturalismo, il classicismo, l'egizio e il floreale, presentano appariscenti decorazioni: mascheroni, grottesche, medaglioni, frange e gocce, conchiglie, lesene giganti e grandi festoni di luppolo. Questo stabilimento, in origine, sfruttava la già citata Fontana degli Ammalati, ovvero una risorgiva la cui acqua venne utilizzata per secoli per le sue qualità curative.

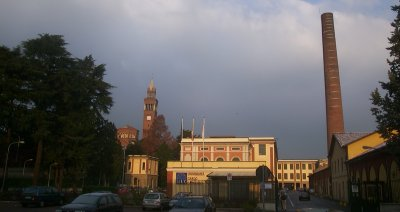
L'Università Carlo Cattaneo di Castellanza

Più a valle sorge l'ex-Cotonificio Milani di Castiglione Olona. Oltre agli stabilimenti produttivi, questo plesso industriale comprende una villa padronale e alcune case operaie. Si trova nei pressi della ferrovia della Valmorea. Sempre a Castiglione Olona, sono anche presenti gli ex-stabilimenti del Pettinificio Mazzucchelli, le cui strutture sono antecedenti al 1849.
A Lonate Ceppino sono situati l'ex-Oleificio Lepori e l'ex-Pettinificio Clerici, entrambi anteriori al 1772. A Fagnano Olona sono presenti l'ex Cotonificio Candiani, che è dell'inizio del XX secolo, la Filatura Introizzi, che è stata fondata prima del 1881, e gli ex-stabilimenti della cartiera Vita Mayer. Nella municipalità di Solbiate Olona si possono trovare gli ex-stabilimenti del Cotonificio Ponti. Questo plesso industriale è stato fondato nel 1908 su una precedente filatura avviata nel 1823. A Olgiate Olona è invece presente l'ex Sanitaria Ceschina, ovvero un garzificio che è stato costruito tra il 1902 e il 1907
A Legnano e a Castellanza sono situati due degli ex-stabilimenti del Cotonificio Cantoni. Il primo nucleo dello stabilimento legnanese è stato avviato nel 1830; questa fabbrica è stata in parte demolita, e gli edifici rimasti sono stati convertiti in un centro commerciale. L'ex Cotonificio Cantoni di Castellanza è stato invece adibito, nel 1991, a sede dell'università Carlo Cattaneo.

### Parchi

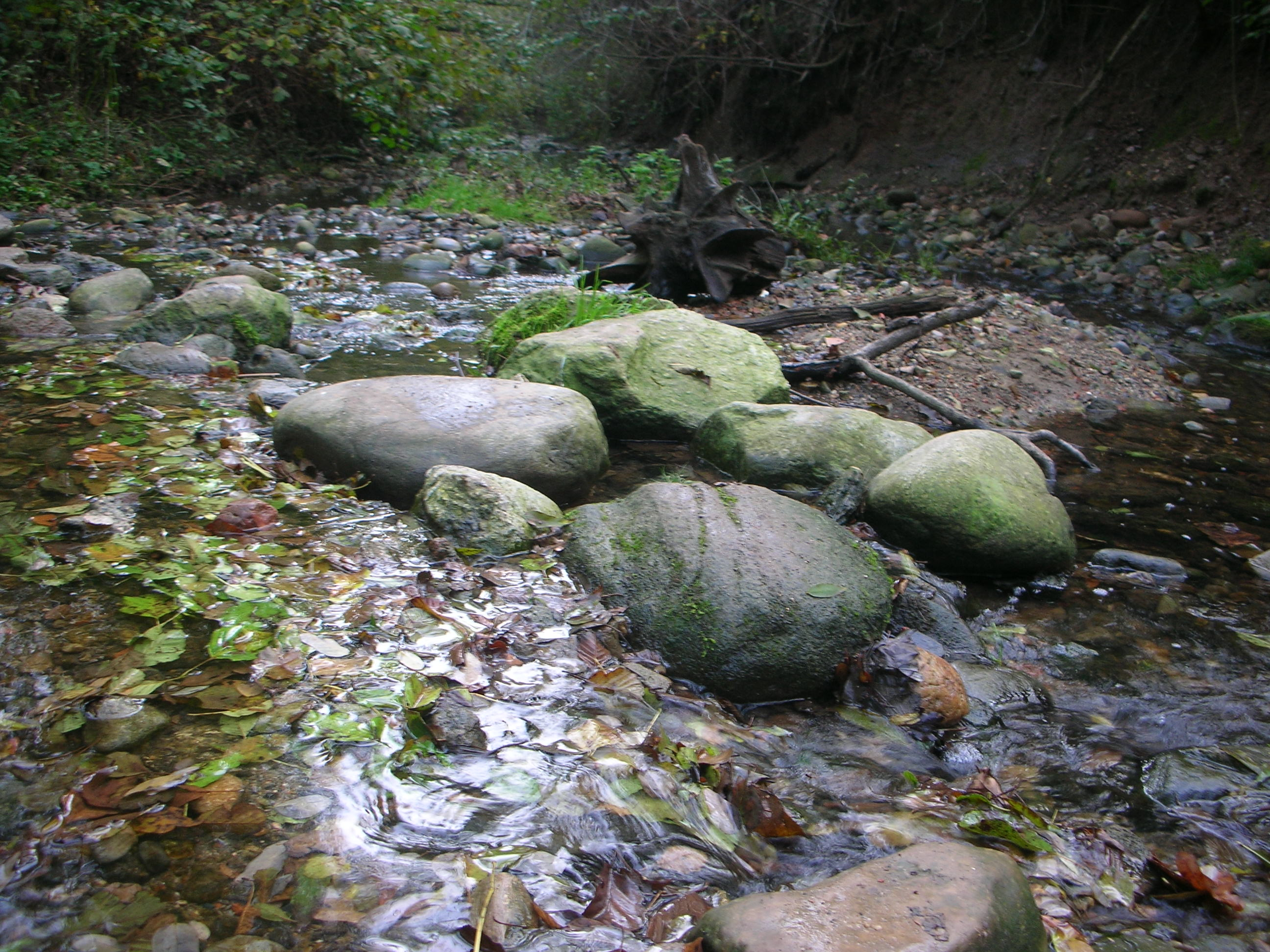
Guado sul torrente Tenore al confine tra Gornate Olona e Caronno Varesino

A partire dalla seconda metà del XX secolo, sono state diverse le aree naturali protette istituite lungo le sponde dell'Olona.
Il Parco regionale del Campo dei Fiori ha una superficie di 6.300 ettari ed è gestito da un consorzio formato dalla Comunità montana Valli del Verbano, dalla Comunità montana del Piambello, dalla provincia di Varese e dai diciassette comuni compresi nel territorio del Parco: Barasso, Bedero Valcuvia, Brinzio, Casciago, Castello Cabiaglio, Cocquio-Trevisago, Comerio, Cunardo, Cuvio, Gavirate, Induno Olona, Luvinate, Masciago Primo, Orino, Rancio Valcuvia, Valganna e Varese. Ha sede a Brinzio ed è stato istituito nel 1984. Dal 2010 è attivo il progetto di recupero dell'area della sorgente principale dell'Olona alla Rasa di Varese.
Il Parco Rile Tenore Olona, che è stato costituito nel 2006, abbraccia un territorio caratterizzato da estesi terrazzamenti di origine fluvio-glaciale, i cosiddetti pianali morenici, ed è ricco di siti di rilevanza storica e culturale. La tipica geologia del territorio consente la nascita di molteplici piccoli corsi d'acqua sostentati da acque risorgive e piovane. I principali sono il Rile e il Tenore. Il parco si estende per 16 km² e comprende i comuni di Cairate, Carnago, Caronno Varesino, Castelseprio, Castiglione Olona, Gazzada Schianno, Gornate Olona, Lonate Ceppino, Lozza, Morazzone e Oggiona con Santo Stefano. 

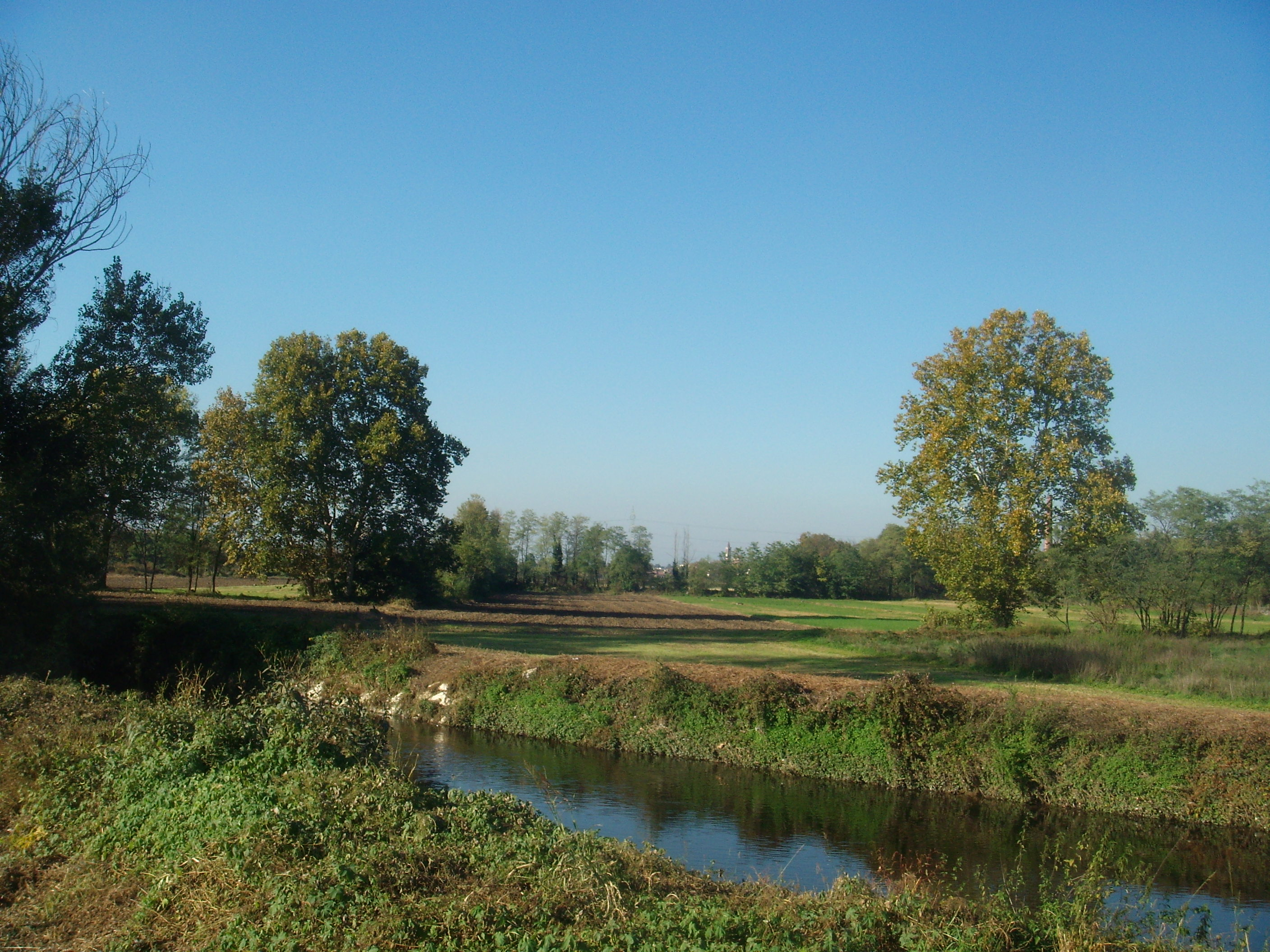
L'Olona che attraversa il Parco dei Mulini a Parabiago

Il Parco Valle del Lanza, nato nel 2002, include i comuni di Malnate, Cagno, Bizzarone e Valmorea. Interessa soprattutto il territorio attraversato dal torrente Lanza (altro nome del Gaggiolo), da cui prende la denominazione. Ha un'estensione di 676 ettari.
Nel 2006 è stato istituito anche il parco del Medio Olona, che comprende il tratto della Valle Olona tra Fagnano Olona e Marnate. Il parco include i comuni di Fagnano Olona, Gorla Maggiore, Solbiate Olona, Gorla Minore, Olgiate Olona e Marnate. Oltre alla Valle Olona, il parco comprende anche il tratto fagnanese del Tenore e i boschi a est di Gorla Maggiore, dove scorre il Fontanile di Tradate.
Il Parco locale del bosco di Legnano, nato nel 1976, sorge accanto al castello di Legnano, al confine con i comuni di Canegrate e San Vittore Olona. È anche noto come "parco castello" o "parco di Legnano". Nel periodo della sua costituzione, i rimboschimenti non erano fondati sulle conoscenze delle specie locali, e dunque questa area protetta annovera molte piante non autoctone della zona. Nel 1981 è stata realizzata una zona umida che è frequentata da un grande numero di uccelli acquatici e che è abitata da molte specie ittiche.
Il Parco dei Mulini, che è stato istituito il 20 marzo 2008, interessa le aree boschive e agricole dei comuni di Legnano, Canegrate, San Vittore Olona, Parabiago e Nerviano. La superficie, oltre 264 ettari, è quasi interamente impiegata ad attività agricole. Nel parco sono presenti importantissime testimonianze storiche come il castello di Legnano, l'ex opificio Visconti di Modrone e sei mulini, ultima testimonianza dell'antica tradizione molitoria della zona.